# JAS 39 Gripen
JAS 39 Gripen (швед. Gripen — грифон)
 — шведський багатоцільовий винищувач четвертого покоління, який розробила та виробляє компанія Saab.
Роботи над літаком розпочали в 1979 році, а у 1988-у літак уперше злетів. 1 листопада 1997 року JAS 39 було офіційно прийнято на озброєння Шведських Повітряних Сил. Винищувач експортували до Чехії, Угорщини, Південно-Африканської Республіки і Таїланду, також рішення придбати JAS 39 ухвалила Бразилія.
Шведські «Гріпени» брали участь у міжнародній військовій операції в Лівії, під час якої патрулювали повітряний простір і вели розвідку.
Глибока модернізація серії Gripen, яка раніше згадувалась як Gripen NG (Next Generation) або Super JAS, наразі має позначення JAS 39E/F Gripen. Постачання цієї версії до Повітряних сил Швеції та Бразилії розпочалися у 2019 році. Зміни у порівнянні з JAS 39C включають більший фюзеляж, потужніший двигун, збільшену вантажопідйомність для озброєння, нову кабіну пілота, архітектуру авіоніки, систему радіоелектронної боротьби та інші вдосконалення.

## Історія створення
Необхідність замінити винищувачі Saab 35 Draken та Saab 37 Viggen стала очевидною уже наприкінці 1970-х років. Для цього шведські повітряні сили виробили вимоги до нового літака, які включали швидкість 2 Маха і можливість злітати зі злітної смуги довжиною до 800 м. Також він мав бути легший за Saab 37, але при цьому мати краще співвідношення корисного навантаження до дальності польоту. Компанія Saab запропонувала військовим два проєкти: Saab 38 і A 20. Перший мав використовуватися як штурмовик і тренувальний літак, а інший як винищувач-бомбардувальник та морський розвідник. Також розглядалася можливість придбання американських винищувачів F-16 Fighting Falcon, F/A-18 Hornet і F-20 Tigershark та французького Mirage 2000. Але ні один із цих варіантів так і не був підтриманий, тому в 1979 році шведські ПС почали вивчати можливість створення універсального літака під назвою «JAS». Абревіатура розшифровувалася як Jakt (винищувач), Attack (штурмовик), Spaning (розвідник).
Найбільш перспективним виявився «Проєкт 2105» компанії Saab, який і ліг в основу майбутнього винищувача. Ще на стадії підготовки в проєкт неодноразово вносилися зміни, тому він став називатися «Проєкт 2108», а пізніше — «Проєкт 2110». У 1980 році для розробки літака було створене підприємство Industrigruppen JAS, до якого увійшли компанії Saab-Scania, Volvo Aero Corporation AB, Ericsson Microwave Systems AB і FFV Aerotech. Також до роботи над проєктом долучились спеціалісти шведських повітряних сил. В 1982-у проєкт отримав державне фінансування, що значно пришвидшило дослідницькі роботи. У тому ж році шведський уряд та Industrigruppen JAS підписали контракт на розробку нового винищувача і побудову п'яти льотних прототипів, також угода включала придбання 30 літаків першої партії.
Тим часом розробники визначили вигляд майбутнього літака — це мав бути легкий, статично нестабільний одномісний винищувач, спроєктований по аеродинамічній схемі «качка» і обладнаний електродистанційною системою управління. Як силова установка був обраний двигун Volvo RM12, розроблений на базі американського General Electric F404.
Уперше прототип літака був продемонстрований 26 квітня 1987 року. Перший політ мав відбутися в тому ж році, але через проблеми з системою управління польотом його відклали на 18 місяців. І тільки 9 грудня 1988-го перший «Гріпен» (с/н 39-1) здійнявся у повітря, політ тривалістю 51 хвилину пройшов успішно. Під час випробувань літака найбільше занепокоєння викликала авіоніка, особливо електродистанційна система управління польотом. Саме помилки в програмному забезпеченні ЕДСУ і сильні пориви вітру призвели до аварії 2 лютого 1989-го, під час якої розбився льотний прототип «Гріпена», пілот при цьому успішно катапультувався, хоча і зазнав незначних ушкоджень під час приземлення.
Через аварію розробка літака затягнулася і тільки наприкінці 1991-го компанія Saab повідомила, що їй вдалося вирішити проблеми з авіонікою та програмним забезпеченням. Ця заява підтверджувалася успішними випробуваннями льотних прототипів. Тому в наступному році розпочалася розробка двомісної версії винищувача, одночасно шведський уряд вирішив придбати другу партію «Гріпенів». На початку 1993-го був випущений перший серійний JAS 39А (с/н 39-101). Але 8 серпня того ж року під час авіашоу в Стокгольмі розбився другий серійний «Гріпен» (с/н 39-102), аварію викликали помилки пілота і проблеми в програмному забезпеченні ЕДСУ. Це призвело до припинення польотів усіх літаків, які відновилися тільки у грудні 1993-го, коли спеціалісти Saab доробили програмне забезпечення.
29 квітня 1996-го здійснив перший політ двомісний JAS 39В. У тому ж році «Гріпен» завершив усі льотні випробування і у червні був офіційно уведений в експлуатацію шведськими повітряними силами.

## Виробництво та вартість
Перший контракт включав опцію на замовлення 110 літаків, яку реалізували в червні 1992 року. Другий блок складався з 96 одномісних JAS 39A і 14 двомісних JAS 39B. Варіант JAS 39B на 66 см довший за JAS 39A, щоб розмістити друге сидіння, що також вимагало видалення гармати та зменшення внутрішнього об'єму пального. До квітня 1994 року було завершено п'ять прототипів і два серійні Gripen, однак ракета для ураження поза візуальною дальністю ще не була обрана. Третій блок замовили в червні 1997 року, який складався з 50 модернізованих одномісних JAS 39C і 14 двомісних JAS 39D, відомих як «Turbo Gripen», з сумісністю з НАТО для експорту. Літаки третього блоку, що постачалися між 2002 і 2008 роками, мали потужнішу та оновлену авіоніку, здатність до дозаправлення у повітрі за допомогою висувних штанг на правому борту літака та систему генерації кисню для тривалих місій. Дозаправлення у повітрі випробували за допомогою спеціально обладнаного прототипу (39-4), який успішно провів випробування з літаком Королівських ПС Великої Британії VC10 у 1998 році.

### Вартість експлуатації
Згідно з дослідженням Jane's Information Group 2012 року, експлуатаційні витрати Gripen були найнижчими серед кількох сучасних винищувачів і оцінювалися у 4 700 доларів за годину польоту.

## Конструкція

### Загальний огляд

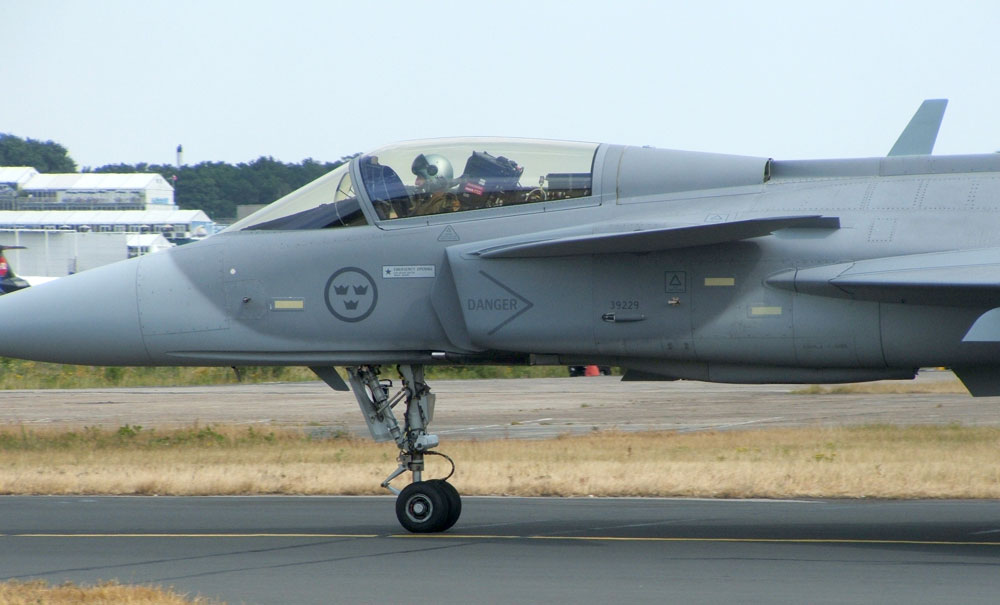
JAS 39 під час авіаційного шоу в Фарнборо, 2006 рік.

Літак спроєктований по аеродинамічній схемі «качка» і його рулі керування дозволяють створювати позитивну підйомну силу на всіх швидкостях польоту, в той час як трикутне крило компенсує задньому стабілізатору негативну підйомну силу на високих швидкостях. Тому JAS 39 має хороше балансування під час надзвукового польоту і високі злітно-посадкові характеристики.
Планер «Гріпена» складається із 60 тисяч деталей, під час його виробництва широко використовуються композитні матеріали, в основному вуглепластики. Їх частка складає 29 % маси планера, при цьому на алюміній приходиться 60 %, титан 6 %, а на інші матеріали — 5 %. Із вуглепластиків виготовлені кесони крила, вертикальне і переднє горизонтальне оперення, різноманітні обтічники та стулки. Застосування композитних матеріалів дозволило збільшити термін експлуатації літака, який по розрахункам виробника складає 50 років.
«Гріпен» статично нестабільний літак, тобто його аеродинамічний фокус зміщений вперед від центру мас. Таке компонування дозволяє підвищити маневреність літака, але під час польотів з високими перевантаженнями існує висока імовірність, що він може вийти в закритичні режими і розвалитися в повітрі. Тому JAS 39 має електродистанційну систему управління польотом, яка дозволяє зберігати керованість літака під час інтенсивного маневрування з високими перевантаженнями. Для підвищення безпеки польоту ЕДСУ дублюється механічною системою управління.

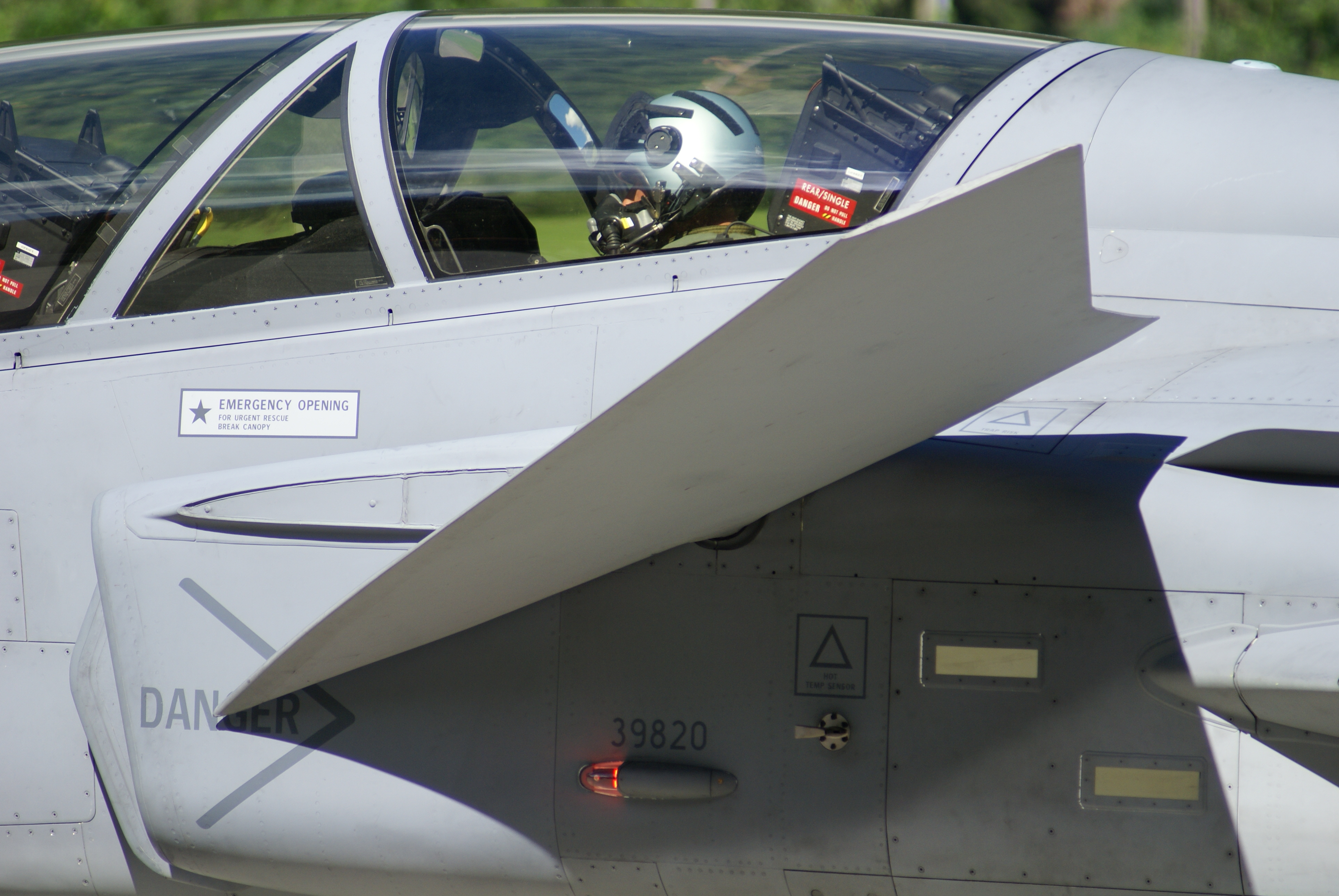
ПГО двомісного JAS 39

JAS 39 оснащений переднім горизонтальним оперенням (ПГО), яке покращує його злітно-посадкові характеристики. Але ПГО збільшує радіолокаційну помітність літака, хоча під час розробки JAS 39 конструктори намагалися максимально знизити ефективну площу розсіювання. У випадку відмови електронної системи управління і вмикання резервної, ПГО скидається і завдяки відмінній аеродинамічній схемі літак автоматично вирівнюється.
Для зменшення пробігу під час посадки, «Гріпен» оснащений потужними повітряними гальмами, а його шасі має жорстку конструкцію, також малій дистанції пробігу сприяє наявність ПГО. Шасі літака має карбонні гальма і автомат ковзання, що полегшує посадку на зледенілі злітно-посадкові смуги. Під час польоту вони прибираються в підфюзеляжні відсіки. База шасі складає 5,2 м (на двомісних модифікаціях — 5,9 м), а ширина колії — 2,4 м.
Для полегшення технічного обслуговування і здешевлення експлуатації, головні системи «Гріпена», як двигун RM12 і радар PS-05/A мають модульну конструкцію, також це значно полегшує модернізацію літака.

### Авіоніка
Авіоніка JAS 39 повністю інтегрована в єдиний комплекс на основі цифрової бази даних MIL-STD 1553B. Інтеграція авіоніки дозволила значно підвищити ефективність «Гріпена» під час виконання бойових завдань. Пілот може отримувати інформацію відразу з трьох джерел: бортові датчики, системи зв'язку і канали передачі даних. При цьому система передачі інформації CDL 39, яка використовується на винищувачах «Гріпен», під час прийняття його на озброєння не мала аналогів у світі. За обсягом передачі даних вона в рази перевищувала найкращі західні системи JTIDS та Link 16. Дальність дії системи становить близько 500 км і може значно збільшитись при застосуванні літаків-ретрансляторів. Канали передачі інформації мають високу захищеність від перехоплення і радіоелектронних перешкод.
Завдяки системі CDL 39 літак має високу тактичну гнучкість. Наприклад, під час виконання ударної місії JAS 39 може здійснювати атаку, одночасно вести радіолокаційне спостереження за районом, в якому знаходиться ціль і передавати необхідну інформацію іншим літакам. Висока ефективність системи передачі даних дає можливість трьом парам «Гріпенів» прикрити половину території Швеції і при цьому кожен пілот буде знати, де знаходяться інші винищувачі, що вони бачать і що планують зробити. Крім обміну даними з іншими літаками, CDL 39 дозволяє в режимі реального часу обмінюватися інформацією з наземними об'єктами.
Для захисту від наземних засобів протиповітряної оборони «Гріпен» використовує систему радіоелектронної протидії EWS 39 виробництва Saab Avitronics. Комплекс складається з приймача про радіолокаційне опромінення, станції постановки активних перешкод і автоматичного приладу для відстрілу теплових пасток.
JAS 39 оснащений бортовою радіолокаційною станцією PS-05/A, створеній на основі радара Blue Vixen, який використовується на винищувачах Sea Harrier. БРЛС має плоску антенну решітку з механічним скануванням і складається з чотирьох модулів, які можуть бути замінені протягом 30 хвилин. Вага станції — 153 кг, що значно менше, ніж у більшості сучасних винищувачів.
PS-05/A може виявляти повітряні цілі на відстані до 120 км. Корабель на причалі чи колону військової техніки під час руху радар здатен побачити на відстані до 70 км. При цьому ціль може бути виявлена навіть в складних погодних умовах, таких, як туман або низька хмарність. Можливості БРЛС дозволяють «Гріпену» відслідковувати 10 повітряних цілей і атакувати відразу чотири із них, навіть якщо цілі знаходяться за межами візуальної видимості. В режимі картографування місцевості і пошуку наземних цілей, радар може охоплювати поверхню розмірами 5 на 5, або 40 на 40 км. Також PS-05/А дає можливість «Гріпену» ефективно виконувати розвідувальні завдання.
На JAS 39E/F буде встановлена БРЛС з активною фазованою антенною решіткою Raven ES-05. Вона складатиметься з 1000 прийомно-передавальних модулів і вихід із ладу декількох із них ніяк не вплине на роботу станції. Нова БРЛС матиме більшу дільність виявлення цілей, ніж PS-05/A, зможе краще відслідковувати повітряні і наземні цілі, а її кут огляду зросте до +/-100°. Також ES-05 буде більш стійка до радіоелектронних перешкод і дешевша в експлуатації.
На відміну від таких винищувачів, як «Рафаль», «Тайфун» і Су-27, «Гріпен» не має пасивних засобів пошуку цілей, хоча і може нести підвісний контейнер із інфрачервоною системою переднього огляду. Але нова модифікація «Гріпена» — JAS 39Е отримає вбудовану інфрачервону систему пошуку та відстежування цілей Skyward-G. Вона дозволить екіпажу в пасивному режимі відслідковувати повітряні цілі, включаючи літаки-«невидимки». Дальність дії системи точно невідома, але вона перевищує радіус дії ракет «повітря-повітря», якими оснащений JAS 39.

### Кабіна

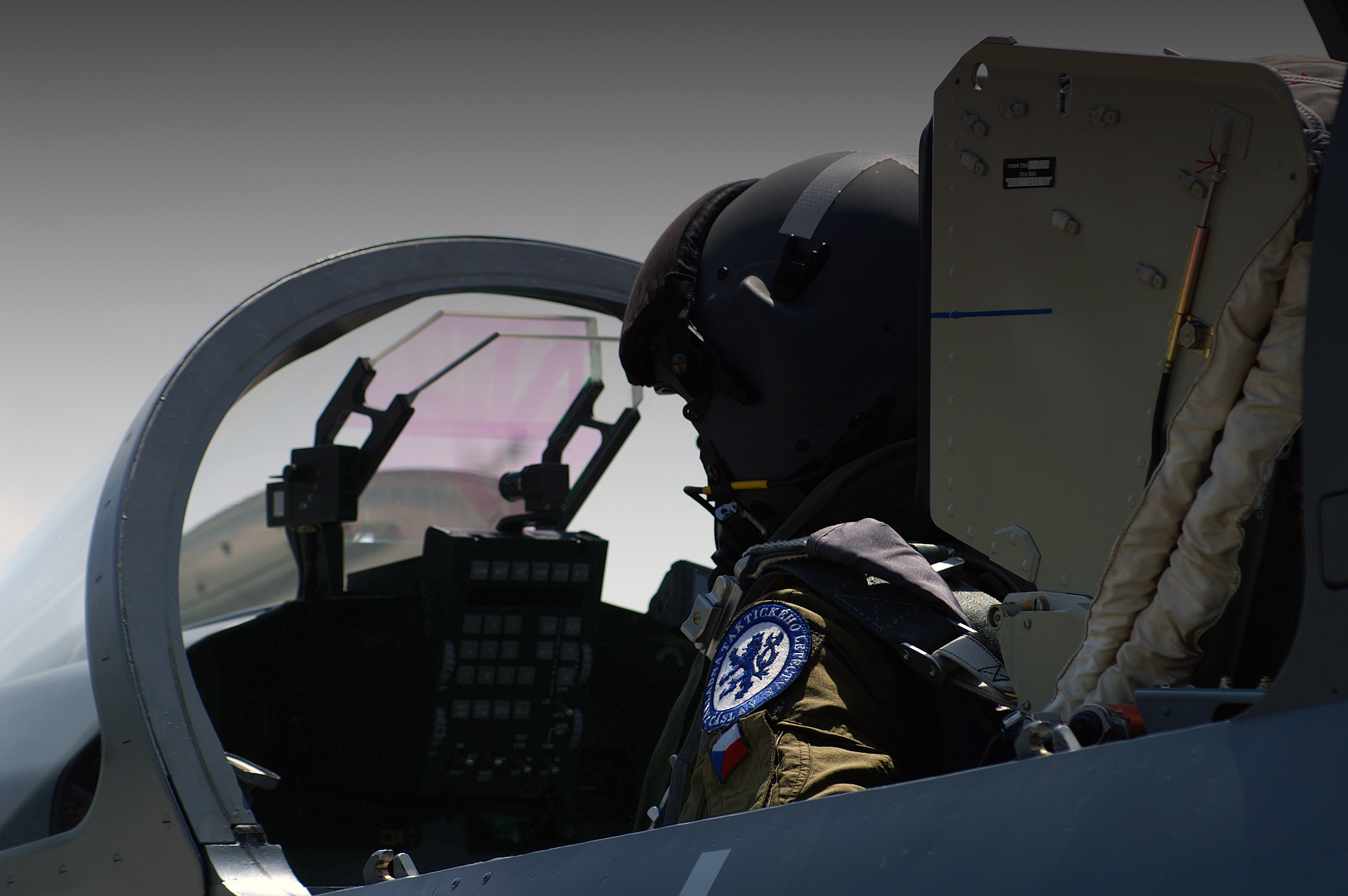
Чеський пілот в кабіні «Гріпена»

Екіпаж літака захищає 9 міліметровий ліхтар і лобове скло товщиною 26,5 мм, при цьому обидва елементи виготовлені з міцного акрилового скла. В кабіні JAS 39 установлене катапультне крісло Martin-Baker 10LS з кутом нахилу спинки 27°. Крісло забезпечує можливість успішного покидання літака у діапазоні висот від 0 до 16000 м при перевантаженнях +6/-3 і швидкості польоту до 1,5 М. При цьому катапультування може бути здійснене під час перевернутого польоту та вертикального пікірування. Покидання аварійного літака на висоті до 3 км відбувається всього за 2 секунди, саме стільки часу потрібно для спрацювання катапультного крісла та повного розкриття парашута.
Під час інтенсивного маневрування пілот JAS 39 піддається перевантаженню до 9 g, при цьому воно може змінюватися зі швидкістю 6 g/с. Звісно такі інтенсивні навантаження створюють значний дискомфорт, тому для пілота був розроблений спеціальний костюм, який дозволяє відчувати дев'ятикратне перевантаження не більше, як 5-6 g.
«Гріпен» має ефективний інтерфейс «пілот-машина», основу якого складає система EP-17, розроблена компанією Saab. Вона забезпечує високий рівень обізнаності пілота про параметри роботи літака і навколишню обстановку. Перед надходженням до екіпажу, уся інформація із бортових датчиків і баз даних обробляється та аналізується, а він отримує тільки необхідну та корисну інформацію. Подібне управління інформаційними потоками дозволяє уникати перевантаження пілота надмірною кількістю інформації.

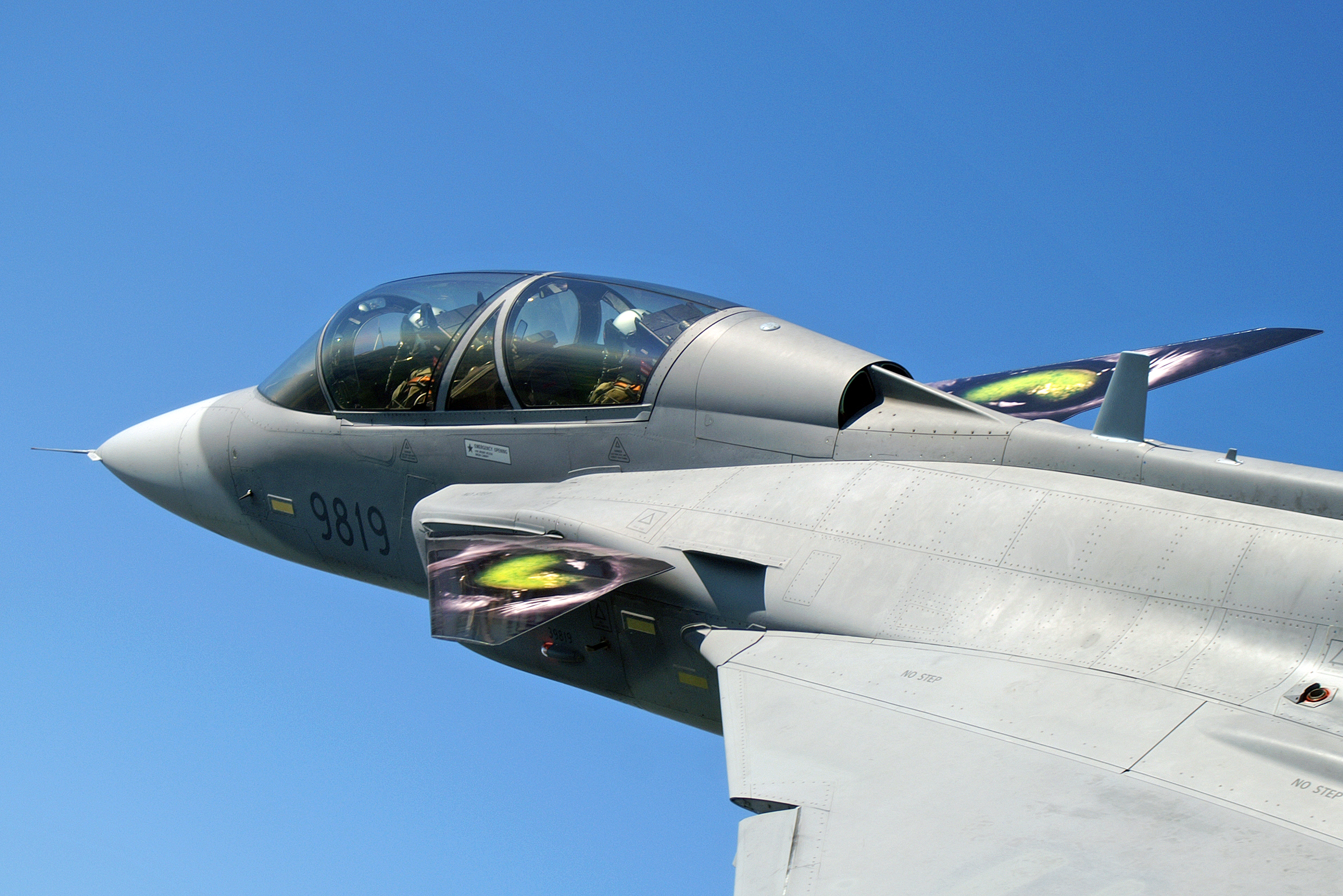
Кабіна двомісного JAS 39D

Кабіна JAS 39 оснащена широкоформатним індикатором на лобовому склі та трьома багатофункціональними кольоровими дисплеями. Для полегшення управління літаком частина інформації може виводитися на нашоломний дисплей. Центральний дисплей використовується для навігації та виконання льотних завдань, за допомогою лівого дисплея контролюються параметри польоту і робота бортових систем, у тому числі і комплексу РЕП. На правий дисплей виводиться інформація з радара та інших систем виявлення цілей, також він використовується для керування зброєю. В двомісних версіях літака дисплеї в задній частині кабіні можуть працювати незалежно від передніх, що дає «Гріпену» перевагу під час ведення розвідки, радіоелектронної боротьби та дозволяє командиру групи більш ефективно керувати діями підлеглих. У травні 2010 року на JAS 39 почали встановлювати нові рідкокристалічні дисплеї. Вони мають повну взаємозамінність і у випадку відмови одного із дисплеїв інформація може бути автоматично передана на інший.
Спільними зусиллями компаній Saab і BAE Systems для «Гріпена» був розроблений новий нашоломний дисплей Cobra, який базується на аналогічній системі Striker, установленій на винищувачах «Тайфун». До 2008 року усі роботи по інтеграції комплексу успішно завершилися і він почав установлюватися на серійні JAS 39, також «Кобру» під час модернізації отримала частина раніше випущених літаків. На дисплей виводиться інформація з бортових датчиків і льотні параметри, також він може використовуватися для наведення зброї на ціль. По бажанню замовника «Кобра» може стати частиною системи нічного бачення. У випадку катапультування усі з'єднання між шоломом пілота і кабіною будуть швидко від'єднані.
Ручка управління в JAS 39 виконана за схемою HOTAS: на ній знаходяться усі необхідні для управління польотом перемикачі, що дозволяє керувати літаком без відриву рук від ручки управління і значно знижує навантаження на екіпаж.

### Силова установка

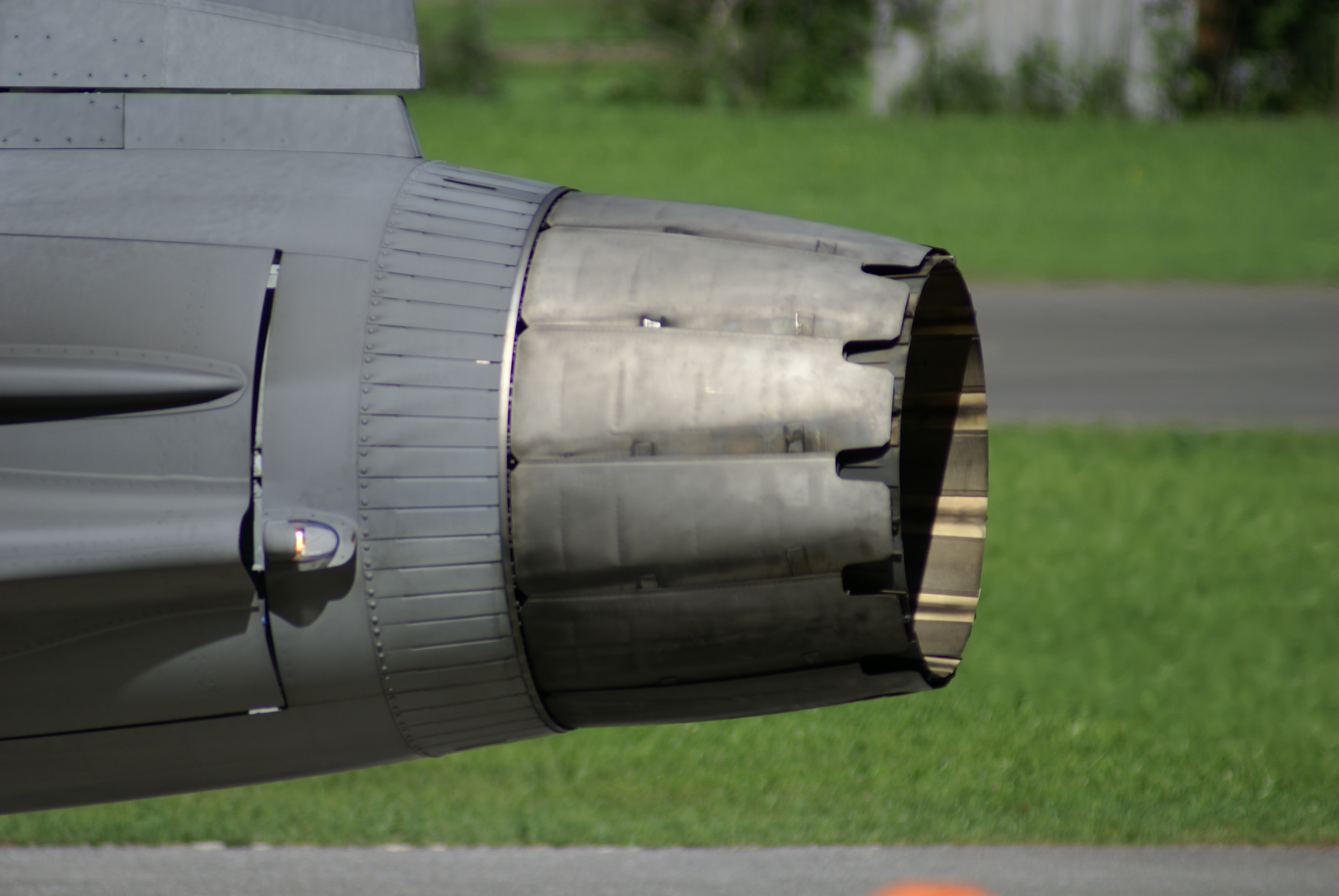
Сопло двигуна Volvo RM12

Силова установка «Гріпена» складається з одного турбореактивного двигуна з високою ступеню двоконтурності Volvo RM12, який був розроблений на базі американського General Electric F414. Від нього RM12 відрізняється більшою надійністю, що особливо важливо для літака з одним двигуном. Також шведський двигун потужніший та оснащений цифровою системою контролю роботи двигуна, яка в автоматичному режимі слідкує за параметрами роботи і змінює їх у випадку необхідності. Частина компонентів двигуна була перепроєктована шведським спеціалістами для зменшення затрат на його експлуатацію. Вдала конструкція повітрозабірників RM12 дозволяє значно зменшити радіолокаційне відбиття від турбін двигуна, що свою чергу знижує радіолокаційну помітність усього літака. Половину компонентів для RM12 поставляє компанія General Electric, інші 50 % — шведські виробники, при цьому кінцева збірка двигуна відбувається на заводах компанії Volvo.
RM12 розвиває тягу до 54 кН, а на форсажі — 80,5 кН. Це дозволяє «Гріпену» мати максимальну швидкість 2130 км/год і злітати з аеродрому всього за 18 секунд. Також завдяки характеристикам двигуна і малому аеродинамічному опору, літак має високі розгінні характеристики на початковому етапі польоту.
Авіаційний двигун, крім створення необхідної тяги, використовується для вироблення електроенергії. У випадку його відмови електрика може вироблятися спеціальною повітряною турбіною. Також літак має резервні акумулятори, живлення яких вистачить на 10 хвилин, цього достатньо для здійснення успішної посадки, якщо аеродром знаходиться у зоні видимості.
На JAS 39E/F буде установлений новий двигун F414G виробництва General Electric. Він має на 20 % більшу тягу, ніж RM12, що дасть можливість «Гріпену» здійснювати надзвуковий політ без застосування форсажу. Крейсерська безфорсажна швидкість складатиме 1,1 М у варіанті перехоплювача. Хоча новий двигун і має більшу потужність, але за рахунок його економічності та додатковому запасу палива, дальність польоту JAS 39E/F тільки зросте.

### Озброєння та підвісне обладнання
Перші «Гріпени» мали досить обмежений арсенал зброї класу «повітря-повітря» і могли використовувати тільки ракети ближнього радіуса дії AIM-9L. Але у 1999 році на JAS 39 були інтегровані ракети середньої дальності AIM-120, що дало літаку можливість знищувати повітряні цілі за межами візуальної видимості.
У ближньому повітряному бою JAS 39 може використовувати вбудовану 27-мм гармату Mauser BK-27, яка знаходиться з лівої сторони в нижній частині фюзеляжу. На відміну від багатьох сучасних авіаційних гармат BK-27 — одноствольна, хоча тим не менш, може робити 1700 пострілів за хвилину. «Гріпен» має невеликий, у порівнянні з іншими західноєвропейськими та американськими винищувачами, гарматний боєкомплект — усього 120 снарядів. Враховуючи це, компанія Saab розробила для BK-27 унікальну систему прицілювання, яка поєднана із радаром та автопілотом літака.
«Гріпен» багатоцільовий літак, тому окрім звичайних авіабомб і блоків з некерованими авіаційними ракетами, може нести високоточну зброю для враження наземних і надводних цілей. Один із таких видів зброї — ракета «повітря-поверхня» ближнього радіуса дії AGM-65 Maverick, що використовується для знищення тактичних цілей, як бронетехніка, транспортні засоби, об'єкти ППО, склади паливно-мастильних матеріалів і невеликі кораблі. Для нанесення ударів по великими надводними цілями в арсеналі «Гріпена» є протикорабельна ракета великої дальності RBS-15F. У 1997 році літак отримав можливість застосовувати касетні авіабомби шведського виробництва ВК90. В залежності від типу суббоєприпасів вони можуть використовуватись як для знищення живої сили на відкритій місцевості, так і для боротьби з бронетехнікою противника. Кожна ВК90 має власний бортовий комп'ютер, інерціальну систему навігації та рулі керування, що значно підвищує її точність та ефективність.
На «Гріпенах» починаючи з модифікації «С» може встановлюватися підвісний прицільно-навігаційний комплекс LITENING ІІІ. Він дає можливість літаку застосовувати високоточні бомби з лазерним наведенням типу Pavaway II (GBU-10, GBU-12 і GBU-16) та Pavaway III (GBU-22 і GBU-24). Також JAS 39 оснащений підвісним контейнером з розвідувальним обладнанням MRPS, виробництва компанії Saab.
Для знищення важливих цілей в глибокому тилу противника JAS 39 може використовує крилаті ракети KEPD 350 з дальністю польоту понад 500 км. Ракета дозволяє «Гріпену» завдати авіаудар, не входячи в зону дії засобів ППО, які прикривають ціль.
У вересні 2010 року шведський уряд видав компанії Saab контракт для інтеграції на JAS 39 ракети «повітря-повітря» великої дальності «Метеор». Коли ракета буде прийнята на озброєння, це дасть «Гріпену» можливість знищувати високоманеврені повітряні цілі на відстані понад 300 км. За тим же контрактом арсенал літака поповнила ракета «повітря-повітря» ближнього радіуса дії IRIS-T.
JAS 39 досить гнучкий літак у плані вибору озброєння і за бажанням замовника на нього можуть встановити ракети та авіабомби різних виробників. Наприклад, по замовленню міністерства оборони ПАР на JAS 39 була інтегрована місцева ракета «повітря-повітря» з інфрачервоною системою наведення A-Darter, згодом бажання отримати цю ракету для своїх «Гріпенів» висловила Бразилія.

## Зручність використання та обслуговування

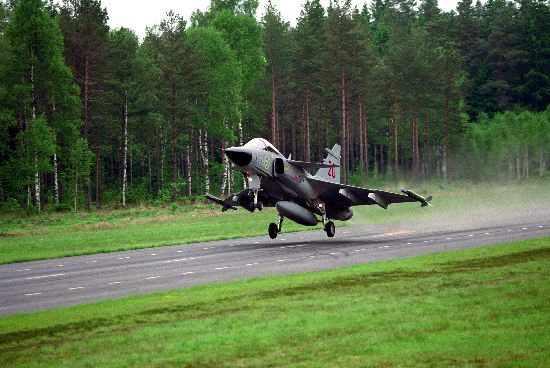
Зліт винищувача Gripen ПС Швеції з дорожньої злітно-посадкової смуги, що була частиною системи Bas 90

Під час Холодної війни Збройні сили Швеції мали бути готовими до можливого вторгнення. Такий сценарій вимагав розосередження бойових літаків для оборони в межах системи Bas 90 (База 90), щоб зберегти можливість ведення протиповітряної оборони. Тому однією з ключових цілей під час розробки Gripen була здатність експлуатувати літак зі злітно-посадкових смуг, покритих снігом, довжиною лише 500 метрів.
Крім того, передбачався короткий час підготовки до нового вильоту — лише десять хвилин для місій «повітря — повітря» (підготовка до ударних місій займає вдвічі більше часу), протягом яких команда з одного техніка та п’яти строковиків мала провести перезаряджання, дозаправлення, а також виконати плановий огляд і обслуговування, після чого літак міг знову піднятися в повітря. Для місій «повітря — поверхня» час підготовки тією ж командою трохи довший — двадцять хвилин.
Під час процесу проєктування великий пріоритет надавався зручності обслуговування літака та мінімізації потреби в ньому: окрім компонування, орієнтованого на легкий доступ до технічних вузлів, багато підсистем та компонентів взагалі потребують мінімального або нульового обслуговування. Літак оснащено системою моніторингу стану та експлуатації, яка контролює роботу різних систем і надає технікам дані для полегшення обслуговування. Saab реалізує програму безперервного вдосконалення; інформація з системи моніторингу та інших систем може надсилатися для подальшого аналізу. За даними Saab, експлуатаційні витрати Gripen на 50% нижчі, ніж у найкращого конкурента.
У 2012 році дослідження компанії Jane's Aerospace and Defense Consulting порівнювало експлуатаційні витрати низки сучасних бойових літаків і дійшло висновку, що Gripen має найнижчу вартість польотної години, якщо враховувати витрати на пальне, передпольотну підготовку і ремонт, планове технічне обслуговування на рівні аеродрому та пов’язані з цим витрати на персонал. Для Gripen оціночна година польоту становила 4700 доларів США, тоді як найближчий конкурент — F-16 Block 40/50 — мав на 49% вищий показник — 7000 доларів.
У 2024 році було розпочато дослідження, чи здатен Gripen запускати малий супутник на низьку навколоземну орбіту, спираючись на попередні розробки в цій галузі. Зазвичай для таких цілей використовують комерційні авіалайнери, але також розглядався і Eurofighter Typhoon (див. також ASM-135 ASAT).

## Модернізація і розвиток
У червні 2007 року компанія Saab офіційно розпочала роботи над проєктом «Gripen Demo». Його метою було створення літака для відпрацювання перспективних технологій і випробування нового обладнання. Gripen Demo оснащений двигуном General Electric F414G, який на 20 % потужніший, ніж Volvo RM12. Літак має новий радар з фазованою антенною решіткою PS-05/A і вбудовану систему інфрачервоного пошуку та відстежування цілей Skyward-G. Значні зміни внесені і в конструкцію JAS 39: переднє шасі було перенесене, що дозволило додати дві нових точки підвіски і збільшити на 40 % об'єм внутрішніх паливних баків. Як наслідок корисне навантаження зросло до 6500 кг, а радіус дії у варіанті перехоплювача — до 1300 км. Максимальна злітна вага «Гріпена» теж збільшилась з 14000 до 16500 кг.
Перший політ Gripen Demo відбувся 27 травня 2008-го. У січні наступного року під час випробувального польоту він досяг швидкості 1,2 М без застосування форсажу. Gripen Demo, який також відомий під назвою Gripen NG (Next Generation), стане базою для створення нової версії літака — JAS 39E/F.
Коли JAS 39 успішно пройшов випробування і був прийнятий на озброєння, компанія Saab почала вивчати можливість створення палубної версії літака, яка отримала назву «Sea Gripen». У 2004 році до роботи над проєктом залучилися британські спеціалісти. Слід відзначити, що Sea Gripen не був пріоритетом для Saab через відсутність попиту на нього, але ситуація змінилася у 2009 році, коли палубним варіантом JAS 39 зацікавилася Індія. У тім в січні 2010-го індійське міністерство оборони підписало контракт на придбання 29-ти винищувачів МіГ-29К, що закрило палубній версії «Гріпена» шлях на індійський ринок.
Після перемоги JAS 39 в бразильському тендері, значно виріс її інтерес до «Сі Гріпена». Відомо, що Бразилія планує побудувати новий авіаносець і замінити палубні штурмовики «Скайхоук». Так як шведський літак переміг в конкурсі для ПС, досить імовірно, що бразильські військово-морські сили виберуть саме Sea Gripen. Палубна версія «Гріпена», у випадку створення, буде в цілому ідентична JAS 39Е, за винятком пристосувань для базування на авіаносцях.
У червні 2013 року компанія Saab офіційно повідомила про розробку безпілотного варіанту JAS 39Е, під назвою «Gripen UCAV». Але Sea Gripen і Gripen UCAV будуть створені тільки при наявності замовлень на ці модифікації.
Шведський уряд уперше висловив бажання придбати нову версію «Гріпена» у червні 2010 року, але умовою виділення коштів була наявність експортних замовлень на JAS 39E хоча би від однієї країни. У січні 2013-го Швеція офіційно ухвалила рішення закупити 60 JAS 39Е. Збирання першого літака розпочалося у липні 2013 року, за планом він має піднятися у повітря в другій половині 2015-го. Сертифікацію планують завершити на початку 2018-го, у тому ж році JAS 39Е буде запущений у серійне виробництво.

## Модифікації
JAS 39AПерша серійна модифікація прийнята на озброєння Повітряних сил Швеції у 1996 році. Більшість літаків цієї модифікації були модернізовані до рівня JAS 39C.
JAS 39BДвомісний варіант JAS 39A, призначений для виконання тренувальних польотів і специфічних завдань. Для розміщення другого пілота та систем життєзабезпечення з літака було демонтовано гармату та один з внутрішніх паливних баків, а також подовжено фюзеляж на 66 см порівняно з JAS 39A.
JAS 39CМодернізована за стандартами НАТО версія JAS 39A, що відрізняється оновленим комплектом авіоніки, розширеною номенклатурою боєприпасів та можливістю здійснювати дозаправлення в повітрі.
JAS 39DДвомісний варіант JAS 39C, відмінності такі ж, як і між модифікаціями «А» та «В».
Gripen NGГлибока модернізація JAS 39, зокрема новий двигун F414G, БРЛС з активною фазованою антенною решіткою Raven ES-05, збільшений запас палива, краще бойове навантаження, дві додаткові точки підвіски озброєння та низка інших вдосконалень. Але одночасно з покращенням характеристик JAS 39, значно зросли його витрати на обслуговування до US$27000 за годину, та вартість до US$113 млн.
JAS 39EОдномісний варіант літака, створений в рамках програми Gripen NG. Швеція та Бразилія розмістили замовлення на цю модифікацію. Бразильська назва — F-39E.
JAS 39FДвомісна версія JAS 39E, яка розробляється на замовлення Бразилії.

### Проєкти
Sea GripenПроєкт палубного варіанту JAS 39.
Gripen UCAVПроєкт безпілотного варіанту JAS 39E.
Gripen EWПроєкт модифікації JAS 39F для РЕБ типу ‘Growler’.

## Оператори

Країни-оператори JAS-39 Gripen
Країни, які мають на озброєнні JAS-39

За даними World Air Force 2025 літаки Gripen всіх модифікацій експлуатують наступні країни:
 Бразилія
- Повітряні сили Бразилії — 8 JAS 39E Gripen на озброєнні, станом на 2025 рік. Додатково замовлено 92 JAS 39E Gripen та 8 JAS 39F Gripen.

 Велика Британія
- Імперська випробувальна льотна школа[en] — 1 JAS 39D Gripen.[73]

 ПАР
- Повітряні сили Південно-Африканської Республіки — 2 JAS 39C Gripen та 3 JAS 39D Gripen на озброєнні, станом на 2025 рік. Всього в наявності перебуває 24 літака, але більшість з них в небоєздатному стані.[74]
  - Авіаційна база Makhado[en]
    - 2-га ескадрилья[en]

  - Авіаційний випробувальний центр[en]

 Таїланд
- Королівські повітряні сили Таїланду — 7 JAS 39C/E Gripen та 4 JAS 39D/F Gripen на озброєнні, станом на 2025 рік. Додатково замовлено ще 12 літаків (10 C/E та 2 D/F).
  - 7-ме авіаційне крило
    - 701-ша винищувальна ескадрилья

 Угорщина
- Повітряні сили Угорщини — 12 JAS 39C Gripen та 2 JAS 39D Gripen на озброєнні, станом на 2025 рік. Додатково замовлено 4 одиниці JAS 39C Gripen.
  - 59-те тактичне авіаційне крило Szentgyörgyi Dezső
    - Тактична ескадрилья

 Чехія
- Повітряні сили Чехії — 12 JAS 39C Gripen та 2 JAS 39D Gripen на озброєнні, станом на 2025 рік.
  - 21-ша авіаційна база
    - 211-та тактична ескадрилья

 Швеція
- Повітряні сили Швеції — 71 JAS 39C Gripen та 23 JAS 39D Gripen на озброєнні, станом на 2025 рік. Додатково замовлено 70 одиниць JAS 39E Gripen. Певна кількість літаків передані в лізинг або перебувають на складах зберігання.[62][75][76]
  - Авіаційне крило «Скараборг» (F 7 Såtenäs[sv])
  - Авіаційне крило «Блекінге» (F 17 Kallinge[sv])
  - Авіаційне крило «Норрботтен» (F 21 Luleå[sv])

### Швеція

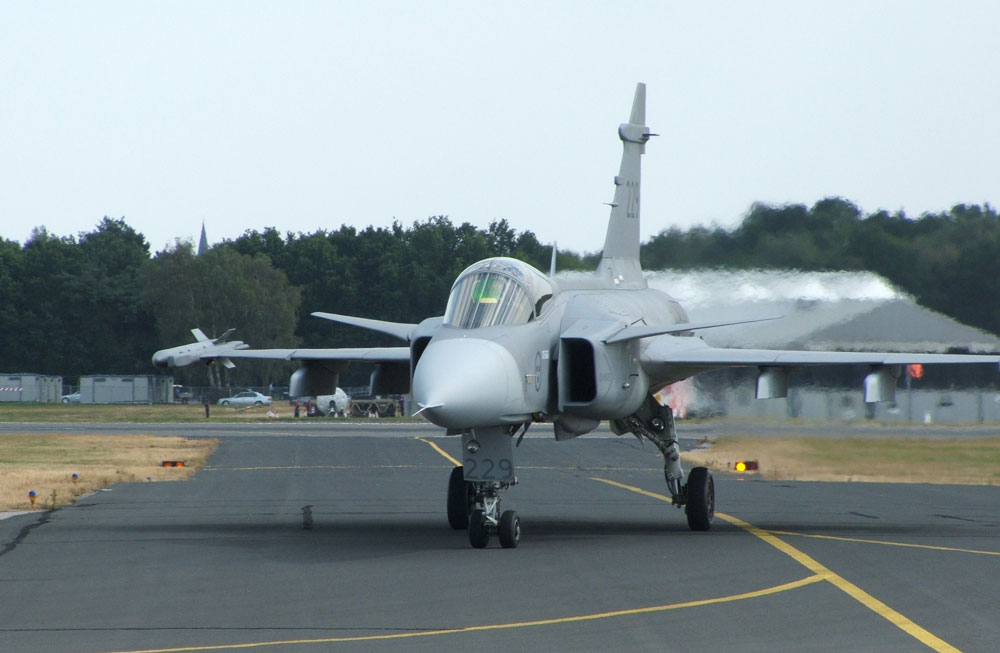
JAS 39 на керувальній доріжці

Швеція замовила 204 JAS 39, для зручності їх поставки були розділені на три партії. Перший «Гріпен» шведські повітряні сили отримали 8 червня 1993 року. На освоєння нових літаків було витрачено чотири роки, тому перші JAS 39 заступили на бойове чергування тільки 1 листопада 1997-го. Літаки першої партії поставлялися по фіксованій ціні, що викликало проблеми через коливання собівартості їх виробництва. Через це перед поставками «Гріпенів» другої партії в угоду внесли зміни, за якими будь-яке зниження вартості літака лягало на замовника, а підвищення — на виробника. Останні три JAS 39 були передані шведським ПС 26 листопада 2008 року.
Шведські військові планували озброїти новими винищувачами шість авіакрил, загальною чисельністю 12 ексадрилій, але у березні 2000 року парламент країни вирішив зменшити кількість ескадрилей до восьми. А весною 2006-го шведський уряд ще більше зменшив чисельність повітряних сил, ухваливши рішення до кінця 2012 року залишити на озброєнні тільки 100 JAS 39C/D. Для цього в жовтні 2007-го міністерство оборони підписало з компанією Saab контракт на модернізацію 31 JAS 39А/В до рівня C/D. Хоча чисельність шведських ПС і зменшилась, уряд вирішив не урізати замовлення на JAS 39. Через це значна частина літаків відразу після виробництва була відправлена на склади зберігання, жодного разу не піднявшись у повітря.

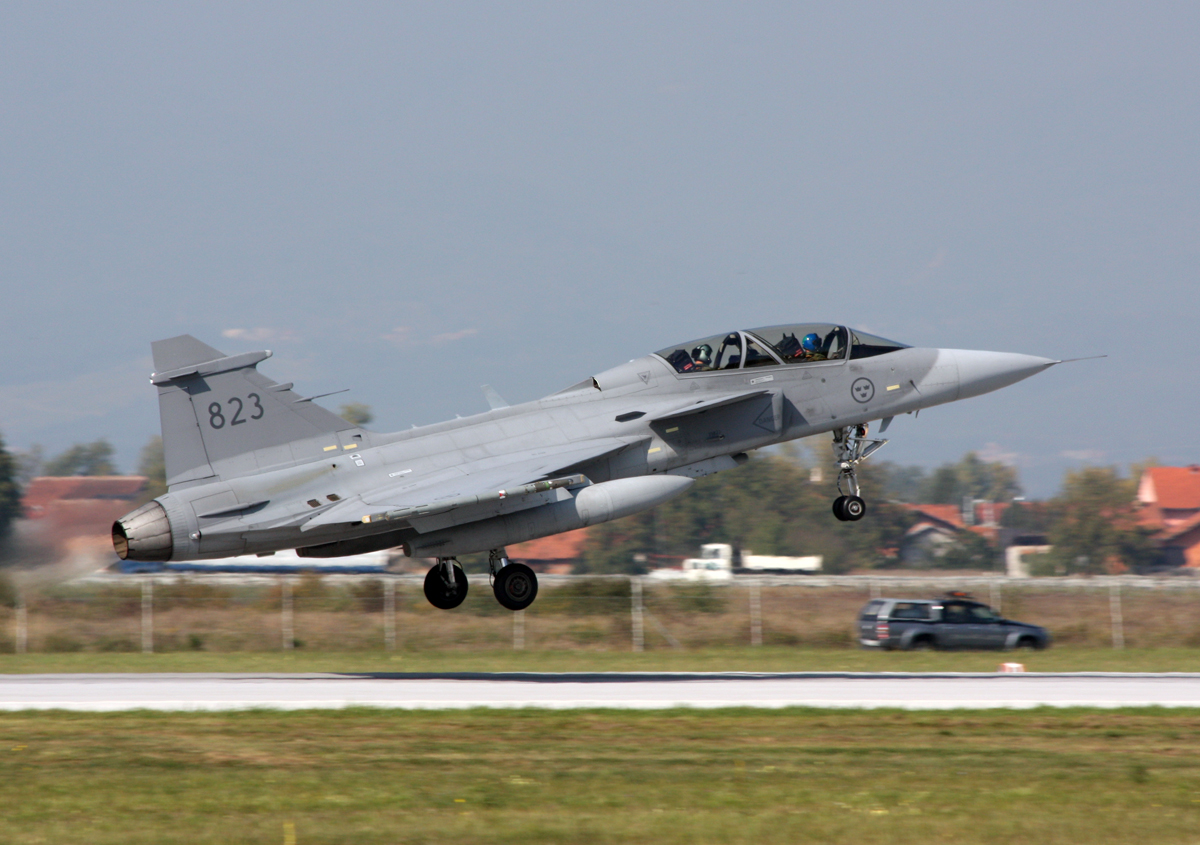
Шведський JAS 39D злітає з аеродрому

29 березня Швеція ухвалила рішення долучитися до створення безпольотної зони над Лівією і 2 квітня розпочала перекидання військ у зону конфлікту. Всього шведи розгорнули 8
JAS 39, десять пілотів та наземний персонал. Лівійська війна стала бойовим дебютом для «Гріпенів». Під час конфлікту шведські літаки патрулювали повітряний простір Лівії та вели розвідку, при цьому вони жодного разу не залучалися до авіаударів по наземним цілям. До жовтня JAS 39 виконали 650 бойових завдань, налітали майже 2000 годин та передали близько 2 тисяч розвідувальних повідомлень.
У листопаді 2012-го шведські військові офіційно повідомили парламент, що можливості JAS 39C/D в 2020 році уже не будуть відповідати вимогам повітряних сил, тому необхідна модернізація 60-80 літаків до рівня JAS 39Е. 17 січня 2013-го шведський уряд ухвалив рішення придбати 60 JAS 39Е у період з 2018 по 2027 роки. Більшість із 60 літаків будуть новими, а інша частина — модернізованими JAS 39C. Загальна вартість розробки JAS 39Е, придбання нових літаків і модернізація JAS 39C будуть коштувати шведському бюджету SEK47,2 млрд ($7,47 млрд). У березні 2014-го міністр оборони Швеції заявив про можливість додаткового замовлення на 10 JAS 39Е, згодом цю інформацію підтвердив уряд.

### Чехія

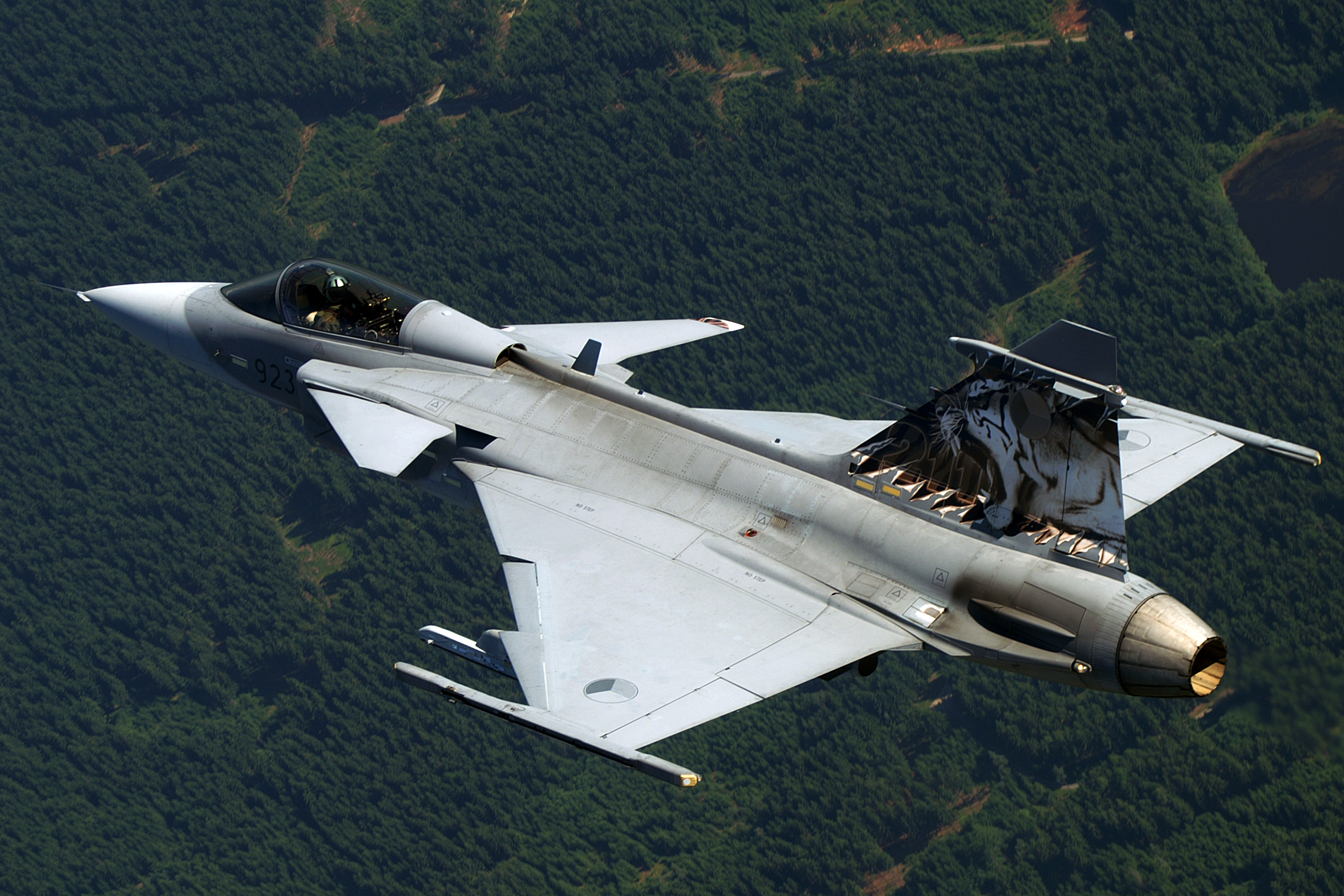
«Гріпен» повітряних сил Чехії

Коли у 1999 році Чехія вступила до НАТО, основу її бойової авіації складали застарілі радянські винищувачі МіГ-21. Через це уже наступного року уряд почав активно шукати їм заміну: серед претендентів розглядалися F-16, F/A-18, Mirage 2000, Typhoon і JAS-39. Однією із ключових вимог до виробників була офсетна угода у розмірі не менше 150 % від вартості контракту. Найбільш вигідну угоду запропонувала компанія Saab, завдяки чому «Гріпен» і переміг в конкурсі. Хоча переможець був визначений ще у грудні 2001 року, через парламентські вибори в Чехії контракт був заключений лише 14 червня 2004-го. За його умовами чехи брали в лізинг 12 JAS-39С та 2 JAS-39D терміном на 10 років. Перед початком поставок літаки були дороблені під стандарти НАТО, так як до цього експлуатувалися шведськими повітряними силами. Загальна вартість угоди склала €780 млн.
Перші шість «Гріпенів» були передані Чехії 18 квітня 2005 року. Коли термін дії першого контракту спливав, сторони почали переговори про укладання нової угоди. У результаті, 16 березня 2014-го Чехія підписала контракт з компанією Saab на продовження експлуатації 14 JAS 39 до 2027 року.

### Угорщина

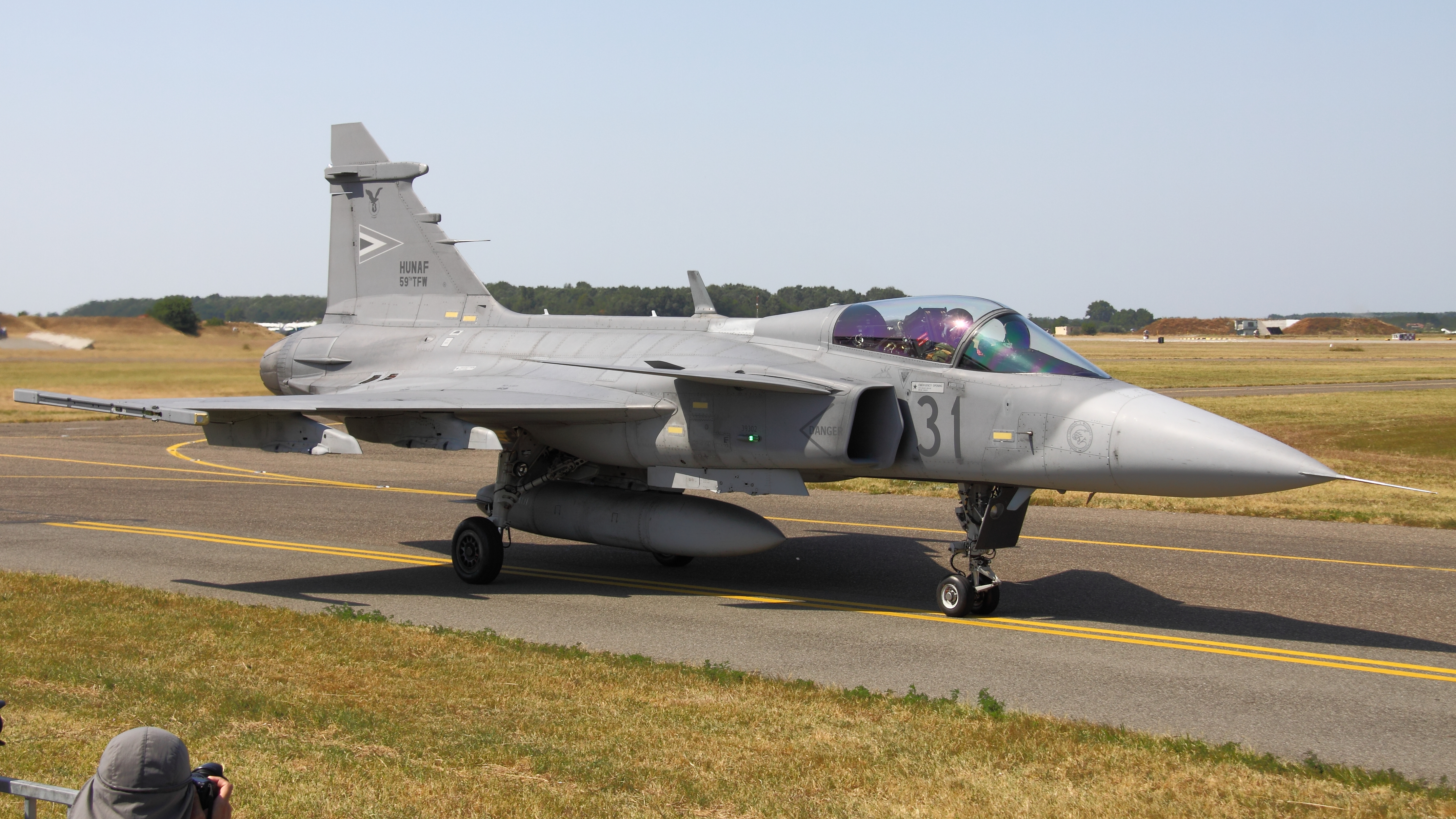
Угорський JAS 39C на злітно-посадковій смузі

У 1999 році Угорщина вступила до НАТО, але її винищувальна авіація, що складалася з придбаних у Росії винищувачів МіГ-29, виявилася несумісною із стандартами Альянсу. Тому угорський уряд почав відразу шукати вихід із ситуації. Розглядалася різні варіанти, у тому числі придбання вживаних літаків західного виробництва та модернізація МіГ-29 до стандартів НАТО. Протягом 2001 року угорці отримали пропозиції від Бельгії, Ізраїлю, США, Туреччини та Швеції. Спочатку угорський уряд цікавився закупкою винищувачів F-16, але в кінцевому рахунку зробив вибір на користь JAS 39. За умовами контракту, підписаного в 2 лютого 2003-го, Угорщина брала в лізинг 14 «Гріпенів» терміном на 10 років. Також контракт передбачав офсетну угоду в розмірі 110 % від суми контракту.
Поставки замовлених літаків тривали до грудня 2007 року. Спочатку Угорщина отримала «Гріпени» модифікації A/B, а вже під час експлуатації вони були модернізовані до рівня C/D. За контрактом, угорці мали право викупити JAS 39 в кінці терміну оренди, але 30 січня 2012-го вирішили продовжили лізинг до 2026 року.

### Південно-Африканська Республіка

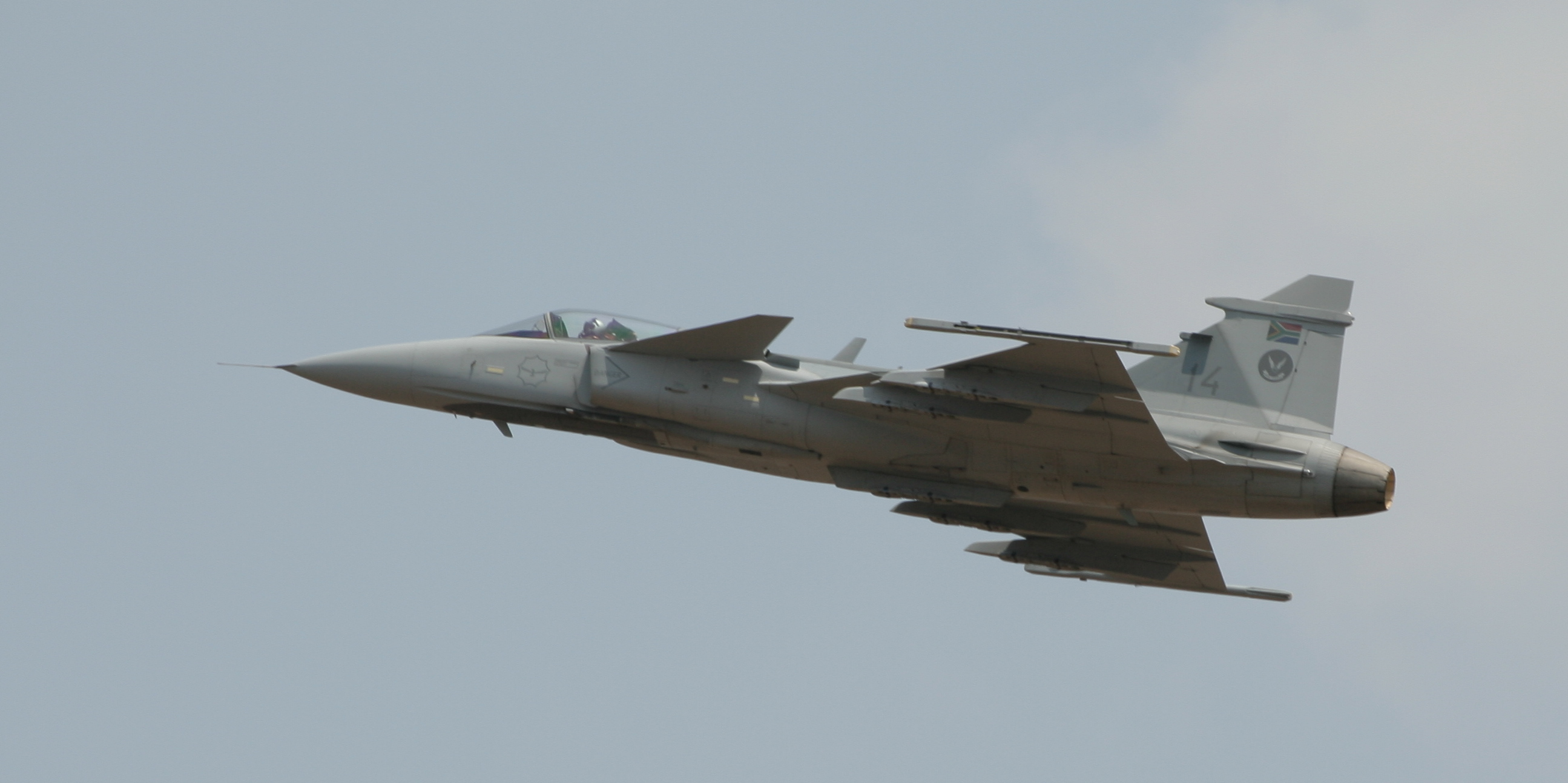
Південноафриканський JAS 39C під час польоту

ПАР замовив 26 JAS 39 ще у 1999 році, але перші літаки отримав тільки у квітні 2008-го. Поставки «Гріпенів» тривали до вересня 2012-го. Крім того компанія Saab розглядала можливість створення на південноафриканській авіабазі Оверберг спеціалізованої льотної школи для JAS 39. Але місцева влада не висловила достатньої підтримки цим намірам і вони були згорнуті, а сама школа найбільш імовірно буде побудована в Таїланді.
Протягом деякого часу технічне обслуговування південноафриканських «Гріпенів» було покладене на місцеві компанії, що викликало занепокоєння у виробника. Але в грудні 2013 року уряд ПАР все ж уклав відповідний контракт з компанією Saab.
У березні 2013-го міністр оборони ПАР заявила, що через недостатнє фінансування майже половина JAS 39 будуть відправлені на склади зберігання. Але у вересні того ж року від цих намірів відмовились, а замість відправлення частини «Гріпенів» на склад, вирішили почергово експлуатувати усі літаки.

### Таїланд

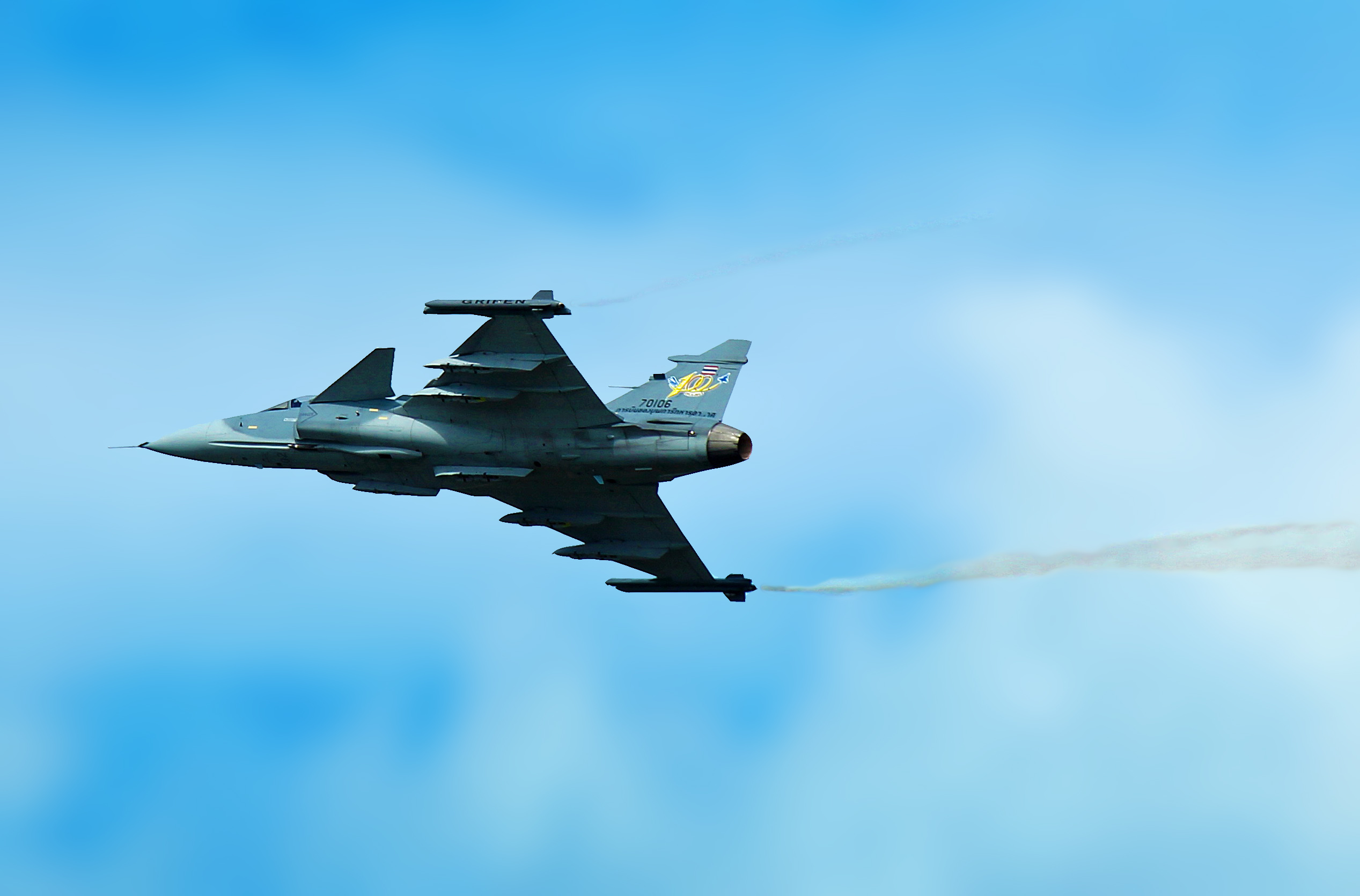
JAS 39C Королівських повітряних сил Таїланду

Рішення придбати JAS 39 було ухвалене у 2007 році, при цьому літак мав замінити застарілі винищувачі американського виробництва F-5 Tiger II. Перше замовлення на два JAS 39С та чотири JAS 39D було виконане у лютому 2008 року, поставки літаків розпочалися на початку 2011-го. Завдяки тому, що підготовка екіпажів та навчання технічного персоналу почалися майже відразу після укладання контракту, уже в липні 2011 року перші тайські «Гріпени» заступили на бойове чергування. Ще до отримання винищувачів першої партії, Таїланд у листопаді 2010-го замовив додатково 6 JAS 39С. До вересня 2013 року всі 12 законтрактованих літаків були передані замовнику. Тоді ж командувач повітряних сил Таїланду заявив, що його країна розглядає можливість придбання ще шести JAS 39. Таїланд має намір модернізувати свої літаки у 2021 році до версії MS20.

### Можливі
Україна
У травні 2020 року Командування Повітряних сил Збройних сил України оприлюднило документ «Візія Повітряних Сил Збройних Сил України 2035». В документі літак JAS 39 був визначений як можлива заміна існуючого парку тактичної авіації. Розрахунки Командування ПС ЗСУ показали, що закупівля JAS 39 є найоптимальнішою з огляду співвідношення ціни та бойового потенціалу.
19 серпня 2023 під час візиту до Швеції, президент України Володимир Зеленський повідомив що українські пілоти уже випробовують шведські винищувачі Saab JAS-39 Gripen. Програма містила підготовку кількох досвідчених пілотів на тренажерах та виконання практичних польотів, а також тренування для наземної обслуги.
14 вересня 2023 року міністр оборони Швеції Пол Йонсон повідомив, що українські пілоти завершили ознайомчу підготовку на Gripen. За його словами, підготовка пройшла добре, а досвід, отриманий під час неї, стане основою для визначення доцільності передання літаків. Раніше стало відомо, що Швеція досліджує вплив потенційного передання машин на власну обороноздатність, результати мають надійти в листопаді 2023 року.
10 липня 2024 Швеція повідомила, що Україна відмовилася від літаків на користь F-16.
 Бразилія
У листопаді 2007 року бразильський уряд розпочав тендер з метою придбати 36 багатоцільових винищувачів. Позмагатися за вигідний контракт вирішили відразу шість авіаційних компаній: EADS (виставив на тендер винищувач «Тайфун»), Dassault («Рафаль»), Сухой (Су-35), Boeing (F/A-18E/F Super Hornet), Lockheed Martin (F-16 Fighting Falcon) і Saab (JAS 39 Gripen NG). Нові літаки мали замінити винищувачі F-5ЕМ та Mirage 2000С. Однією із ключових вимог до претендентів була 100%-а передача технологій та виробництво літаків на території Бразилії.
Перший етап конкурсу завершився у жовтні 2008-го, за його результатами Бразилія визначила «короткий» список претендентів, до якого увійшли «Рафаль», «Гріпен» та F/A-18E/F. Але підбиття результатів тендеру затягнулось через скорочення бюджетних витрат. І тільки 18 грудня 2013 року президент Бразилії Ділма Руссефф оголосила переможцем JAS 39.
Бразилія обрала шведський винищувач, у першу чергу, через нижчу вартість придбання у порівнянні з іншими претендентами та кращі умови передачі технологій. У конкуренції із F/A-18E/F, «Гріпену» також допоміг шпигунський скандал, пов'язаний з діяльністю Агентства Національної Безпеки США.
Контракт на поставку літаків був підписаний 24 жовтня 2014-го, на узгодження його деталей пішло 10 місяців. Сторони домовилися, що мінімум 15 літаків будуть зібрані на території Бразилії, а її підприємства візьмуть активну участь у виготовленні вузлів та агрегатів, також бразильські фахівці приєднаються до розробки JAS 39F. Поставки «Гріпенів» розпочнуться у 2019 році і триватимуть до 2024-го. Спочатку Бразилія отримає одномісні JAS 39Е, а тільки потім двомісні JAS 39F. Це викликано тим, що модифікація «F» потребує більше часу на розробку і сертифікацію. Загальна вартість контракту складає SEK39.3 млрд ($5,44 млрд). Це майже на 1 млрд більше, ніж розраховував бразильський уряд. Головна причина зростання вартості полягає в тому, що Бразилія вирішила змінити комплектацію літака, а інтеграція нового обладнання та його випробування потребують додаткових фінансових витрат. Бразильські повітряні сили планують експлуатувати «Гріпени» до 2050 року.
Зняття у 2013 році з озброєння Mirage 2000C, спричинило дефіцит винищувачів у повітряних силах. Враховуючи це, Бразилія вирішила з 2016 року взяти у тимчасовий лізинг 8 JAS 39C/D.
9 липня 2020 року стало відомо, що завод Saab Aeronáutica Montagens у Сан-Бернарду-ду-Кампу в Бразилії — перший завод, що вироблятиме деталі для нового винищувача Gripen E/F за межами Швеції, розпочав свою роботу. Бразильський завод вироблятиме компоненти планера винищувачів Gripen, які потім будуть доставлятися до кінцевих складальників — заводів корпорації Embraer у Гавіан-Пейшоту (Бразилія) та Saab у Лінчепінгу (Швеція). Першими компонентами, що випускатимуться на цьому заводі, будуть передня частина корпусу і хвіст, призначені для одномісного винищувача. Тоді завод почне виготовлення аеродинамічних гальм, задньої частини фюзеляжу, крил та фронтального фюзеляжу для двомісної версії. Раніше повідомлялось, що за умовами контракту 13 винищувачів будуть повністю виготовлені в Швеції, 8 літаків надійдуть до Бразилії по частинах, а фінальне збирання здійснить бразильська компанія Embraer Defense and Security (підрозділ авіабудівного концерну Embraer). За виробництво і складання ще 15 одиниць (8 одномісних та 7 двомісних) відповідатиме Embraer.
 Малайзія
У 2010 році малайзійський уряд розпочав тендер з метою придбати 18 нових винищувачів для заміни російських МіГ-29Н. Свої пропозиції малайзійцям надіслали компанії Saab (запропонувала «Гріпен»), Dassault («Рафаль»), BAE Systems («Тайфун»), «Рособоронекспорт» (Су-30МКМ), Lockheed Martin (F-16) і Boeing (F/A-18E/F). У березні 2013-го був оголошений список фіналістів, до якого увійшли усі претенденти за винятком F-16. Утім наприкінці року через недостатнє фінансування Малайзія відмінила тендер, а замість придбання нових винищувачів вирішила узяти в лізинг 24-32 літака. Усі фіналісти відміненого тендеру вирішили позмагатися за новий контракт.
 Польща
Польща планує придбати 64 багатоцільових винищувача для заміни МіГ-29 і Су-22М4, при цьому поставки літаків повинні розпочатися у 2021 році. Серед можливих варіантів розглядаються F-35 Lightning II, JAS 39E/F Gripen, «Рафаль», «Тайфун» і F/A-18E/F Advanced Super Hornet.
 Словаччина
30 серпня 2014 року Словаччина, Чехія та Швеція підписали угоду про намір співпрацювати в експлуатації JAS 39, що може означати придбання «Гріпенів» для словацьких повітряних сил в найближчому майбутньому. Уряд Словаччини в наступні декілька років планує знайти заміну російським винищувачам МіГ-29. Міністр оборони неодноразово заявляв місцевим ЗМІ, що JAS 39 повністю відповідає вимогам словацьких ПС, але згідно законодавства, для придбання нових літаків потрібно провести відкритий тендер. Найбільш імовірно, Словаччина візьме літаки у лізинг, як це зробили сусідні Чехія та Угорщина.
Інші країни
Низка країн розглядають можливість придбання «Гріпенів» у майбутньому, або проявляють певний інтерес до нього. Утім вони ще не оголошували ніяких тендерів і не відправляли офіційні запити виробнику, тому називати їх потенційними користувачами досить важко. Серед таких країн можна виділити Аргентину, Бельгію, Болгарію, Ботсвану, В'єтнам, Еквадор, Естонію, Індонезію, Латвію, Литву, Мексику, Перу, Португалію, Фінляндію і Філіппіни.
На міжнародному авіаційному ринку JAS 39 має сильних конкурентів в особі інших винищувачів покоління 4+ і 4++. Насамперед, це винищувачі легкої та середньої злітної ваги, як французький «Рафаль», західноєвропейський «Тайфун», американські F/A-18E/F Super Hornet і F-16C/D (варіанти Block 50/52 — 60/62) та російські МіГ-29СМТ і МіГ-35. Також конкуренцію «Гріпену» складає винищувач з великою злітною вагою — Су-30.
Одна із ключових переваг шведського літака — нижча, у порівнянні з конкурентами ціна, але на авіаційному ринку значного поширення набула практика продажу вживаних винищувачів четвертого покоління. У такому випадку, навіть з урахуванням вартості капітального ремонту і модернізації літака, він буде дешевшим, ніж новий «Гріпен». Тому вживані винищувачі, у першу чергу F-16, теж є серйозними конкурентами для JAS 39.
Також «Гріпен» активно конкурує з американським винищувачем п'ятого покоління F-35 Lightning II, який має більш досконалий комплекс БРЕО та характеристики «стелс». Утім F-35 вийшов значно дорожчим, ніж розраховували потенційні покупці, тому деякі із них почали розглядати можливість придбання інших винищувачів, у тому числі і JAS 39 «Гріпен».
Після закінчення Холодної війни, Швеція не зменшила початкове замовлення на JAS 39, тому що розраховувала на його високий експортний потенціал. Утім за два десятиліття серійного виробництва, за кордон було продано тільки 66 літаків. Окрім жорстокої конкуренції, низький рівень продаж зумовлений недостатньою взаємодією між шведським урядом та компанією Saab на міжнародному авіаційному ринку. Тим не менш, Saab розраховує продати в загальній кількості 400—450 «Гріпенів».

### Провалені заявки
Австрія
На початку 2000-х років австрійська винищувальна авіація складалася із застарілих шведських літаків «Дракен» та орендованих у Швейцарії F-5. Для їх заміни Австрія провела тендер, в якому взяли участь «Тайфун», F-16 та JAS 39. У липні 2002-го, з-поміж трьох претендентів, австрійський уряд обрав «Тайфун». У 2011 році австрійські ЗМІ опублікували інформацію, що перемозі «Тайфуна» сприяли лобісти компанії EADS в австрійському уряді, які отримали за свої послуги понад €100 млн. Після цих публікацій австрійська прокуратура провела розслідування і офіційно підтвердила факти корупції під час проведення тендеру, що могло стати приводом для розриву контракту та поверненню літаків виробнику. Утім Австрія не стала цього робити, тому що подібні дії могли би серйозно підірвати обороноздатність країни.
 Данія
F-16AM/BM, які стоять на озброєнні данських повітряних сил у 2020 році почнуть виводитися з експлуатації, а для їх заміни Данія планує придбати від 24 до 30 нових літаків на суму до $5.5 млрд. Спочатку данський уряд розглядав чотири варіанти: «Тайфун», F/A-18E/F Super Hornet, F-35 Lightning II та JAS 39 Gripen NG. Утім через постійні затримки зі сторони Данії та перемогу в бразильському тендері, 21 липня 2014-го компанія Saab відкликала свою заявку.
 Індія
У 2004 році Індія оголосила тендер на придбання 126 винищувачів, при цьому основними вимогами до літака були середня злітна вага та можливість застосовувати високоточну зброю по наземним цілям. Узяти участь у конкурсі погодились чотири компанії: Dassault (запропонувала Mirage 2000-5 Mk.2), Lockheed Martin (F-16C/D), МіГ (МіГ-29ОВТ) та Saab (JAS 39 Gripen). Але тендер затягнувся і в ньому відбулися значні зміни: Mirage 2000-5 був замінений на «Рафаль», а МіГ-29ОВТ на МіГ-35. Крім того за великий контракт вирішили позмагатися ще два гравці — компанії EADS («Тайфун») та Boeing (F/A-18E/F Super Hornet). За умовами тендеру 108 із 126 літаків мали бути зібрані на території Індії. Загальна вартість контракту оцінювалася в $10,6 млрд, а у випадку збільшення замовлення, вона могла сягнути $20 млрд. Але у квітні 2011-го JAS 39 вилетів із тендеру, а перемога згодом дісталася французькому літаку.
 Нідерланди
Країна має другий рівень партнерства в програмі розробки F-35 Lightning II і вклала в неї $800 млн. Тому ще у березні 2008 року голландський уряд ухвалив рішення придбати 85 F-35А за €5,5 мрд. Утім розробка літака затягнулась, а вартість його придбання та експлуатації значно зросла. Користуючись ситуацією, компанії Saab та Boeing запропонували Нідерландам JAS 39 і F/A-18E/F відповідно. По даним Saab, придбання 85 «Гріпенів» і їх технічне обслуговування протягом 30 років, коштувало €4,8 млрд, що майже на 1 млрд менше, ніж програма закупки F-35A. Голландці майже відразу відкинули F/A-18E/F, через те що «Боїнг» запропонувала їм модифікацію Block I, замість новішої Block II. А у грудні 2008-го з'явилася інформація, що голландський уряд вважає F-35 більш ефективним літаком, ніж JAS 39. Однак у червні 2010 року парламент Нідерландів відмінив закупку першої партії F-35, а уряд вирішив відкласти підписання контракту. Ці обставини давали «Гріпену» певний шанс, але у вересні 2013-го нове керівництво країни остаточно ухвалено рішення придбати 37 F-35A загальною вартістю €4,5 млрд.
 Норвегія
У січні 2008 року Норвегія офіційно зацікавилась придбанням JAS 39. У відповідь на норвезький запит, компанія Saab запропонувала їй 48 JAS 39NG. Також Норвегія розглядала можливість придбання «Тайфунів» та F-35. Нові літаки мали замінити винищувачі F-16AM/BM, які стояли на озброєнні норвезьких ПС. Утім 20 жовтня 2008-го Норвегія заявила, що єдиний літак, який відповідає усім висунутим вимогам  — F-35A. Норвезький уряд відзначив, що «Гріпен» має недостатню ефективність та високу вартість експлуатації. У відповідь компанія Saab піддала критиці заяви норвежців, а їх розрахунки затрат на експлуатацію JAS 39 назвала помилковими.
У грудні 2010 року із опублікованих у ЗМІ американських дипломатичних телеграм стало відомо, що Норвегія вирішила придбати F-35 через жорсткий дипломатичний тиск зі сторони США, а проводячи переговори з компанією Saab, норвежці від самого початку не мали наміру купувати шведські винищувачі. Утім це не змінило позицію Норвегії і 12 червня 2012 року вона підписала з Lockheed Martin контракт на придбання 52 F-35A загальною вартістю $10 млрд.
 Польща
Основу польської винищувальної авіації на початок 2000-х років складали застарілі радянські літаки МіГ-21. Для їх заміни Польща спочатку хотіла придбати 64 винищувачі F-16A/B MLU, але згодом вирішила купити 48 нових літаків. Серед можливих варіантів розглядалися JAS 39C/D, Mirage 2000-5 Mk 2 та F-16C/D Block 50/52+. Рішення Польщі в значній мірі залежало від офсетних програм, які могли запропонувати компанії-виробники і відносин країни із США та НАТО. Компанія Saab запропонувала ціну €3,2 млрд. за 48 літаків та офсетну угоду в розмірі 146 %, у той час як пропозиція Lockheed Martin включала ціну $3,5 млрд. і офсет у 170 % від суми замовлення. 27 грудня 2002 року Польща обрала американський винищувач, коментуючи це рішення, Saab і Dassault назвали його політичним. Згодом тодішній заступник міністра оборони визнав, що Saab запропонувала більш вигідні умови співпраці, ніж Lockheed Martin.
 Швейцарія
У лютому 2007 року Швейцарія вирішила зняти з озброєння застарілі винищувачі американського виробництва F-5 Tiger II. Для їх заміни уряд провів тендер, у якому узяли участь «Тайфун», «Рафаль» і JAS 39. Для визначення найкращого із них, швейцарці провели повномасштабні випробування, які відбулися у липні-грудні 2008 року на авіабазі Emmen. Для порівняння у них взяли участь винищувачі-бомбардувальники F/A-18C/D Hornet, які стояли на озброєнні швейцарських ПС. По результатам випробувань «Гріпен» зайняв останнє місце, поступившись навіть F/A-18. Із усіх завдань, які стояли перед літаком, він не виконав жодного. Утім 30 листопада 2011-го швейцарський уряд ухвалив рішення на користь JAS 39. Основною причиною такого вибору була нижча ціна придбання та експлуатації, у порівнянні з іншими претендентами. Всього Швейцарія планувала купити 22 «Гріпена», боєприпаси і необхідне обладнання на загальну суму $3.27 млрд. 27 вересня 2013 року відповідне рішення ухвалив швейцарський парламент, але опозиція виступила проти та ініціювала референдум про відміну закупки JAS 39. На референдумі, що відбувся 18 травня 2014-го, 53,4 % виборців проголосували проти придбання літаків.

## Аварії та катастрофи
- 19 травня 2015 року двомісний літак JAS-39D (номер 42) ПС Угорщини виїхав за межі злітно-посадкової смуги на авіабазі у Чаславі, Чехія. Обидва члени екіпажу (бригадний генерал Чаба Угрик та майор Гергелі Гроф) успішно катапультувалися і не отримали травм. Літак зазнав значних пошкоджень, передня частина була відокремлена.[163]

- 10 червня 2015 року одномісний літак JAS-39C (номер 30) ПС Угорщини здійснив посадку «на черево» на авіабазі Кечкемет, Угорщина. Пілот, майор Шандор Кадар, успішно катапультувався, але отримав травми хребта. Літак відправили на ремонт.[164]

- 14 січня 2017 року винищувач Gripen ПС Таїланду зазнав аварії під час авіашоу на честь Дня дітей у місті Хат Яй, провінція Сонгкхла, Таїланд. Командир ескадрильї Ділокріт Паттаві загинув, коли літак розбився на злітно-посадковій смузі на авіабазі Wing 56 приблизно о 9:20 ранку. Приблизно за годину тайські ЗМІ повідомили, що пожежна машина аеропорту перекинулася, поспішаючи загасити пожежу. Міжнародний аеропорт Хат Яй довелося закрити для очищення злітної смуги. Розслідування не виявило проблем з літаком, і причиною аварії підозрюють просторову дезорієнтацію пілота.[165][166]

- 21 серпня 2018 року JAS-39C Gripen повітряних сил Швеції розбився в регіоні Карлскрона, пілот катапультувався, загрози його життю немає. Аварія сталась через зіткнення з птахами.[167]

## Тактико-технічні характеристики (JAS 39C/D Gripen)
Джерело даних: Saab, JAS 39 Gripen, JAS-39 Gripen Supersonic Aircraft

### Технічні характеристики
- Екіпаж: 1 (JAS 39D — 2)

Схема Saab JAS 39 Gripen в 3 проекціях

- Довжина: 14,1 м (JAS 39D — 14,8 м)
- Розмах крил: 8,4 м
- Висота: 4,5 м
- Площа крила: 30,3 м²
- Маса порожнього: 6800 кг
- Нормальна злітна вага: 8500 кг
- Максимальна злітна вага: 14000 кг
- Маса палива: 3360 кг (у внутрішніх баках)
- Об'єм паливних баків: 3000 л внутрішній та 3500 л зовнішній[172]
- Силова установка: ТРДДФ Volvo RM12[en]
- Тяга:
  - Максимальна: 54 кН (5500 кгс)
  - На форсажі: 80,5 кН (8200 кгс)

### Льотні характеристики
- Максимальна швидкість:
  - На великій висоті: 2130 км/год
  - На рівні моря: 1225 км/год
- Дальність польоту: 3200 км (з ППБ)
- Бойовий радіус дії: 700 км (з навантаженням 2000 кг)
- Практична стеля: 15240 м
- Навантаження на крило: 283 кг/м²
- Тягооснащеність: 0,97
- Максимальне експлуатаційне перевантаження: +9/-4

### Озброєння

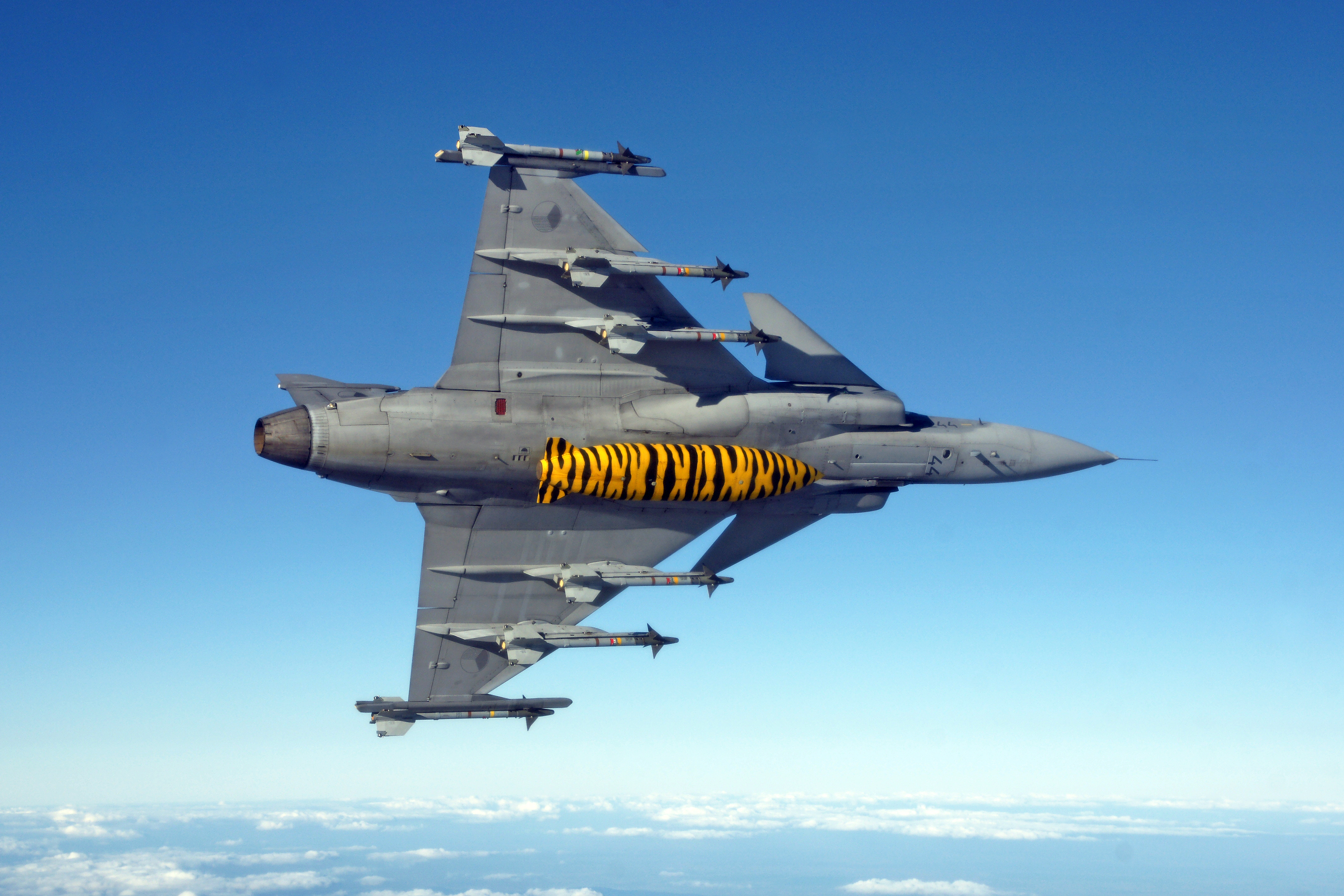
«Гріпен» у варіанті перехоплювача з 6 КР «повітря — повітря» і підвісним паливним баком

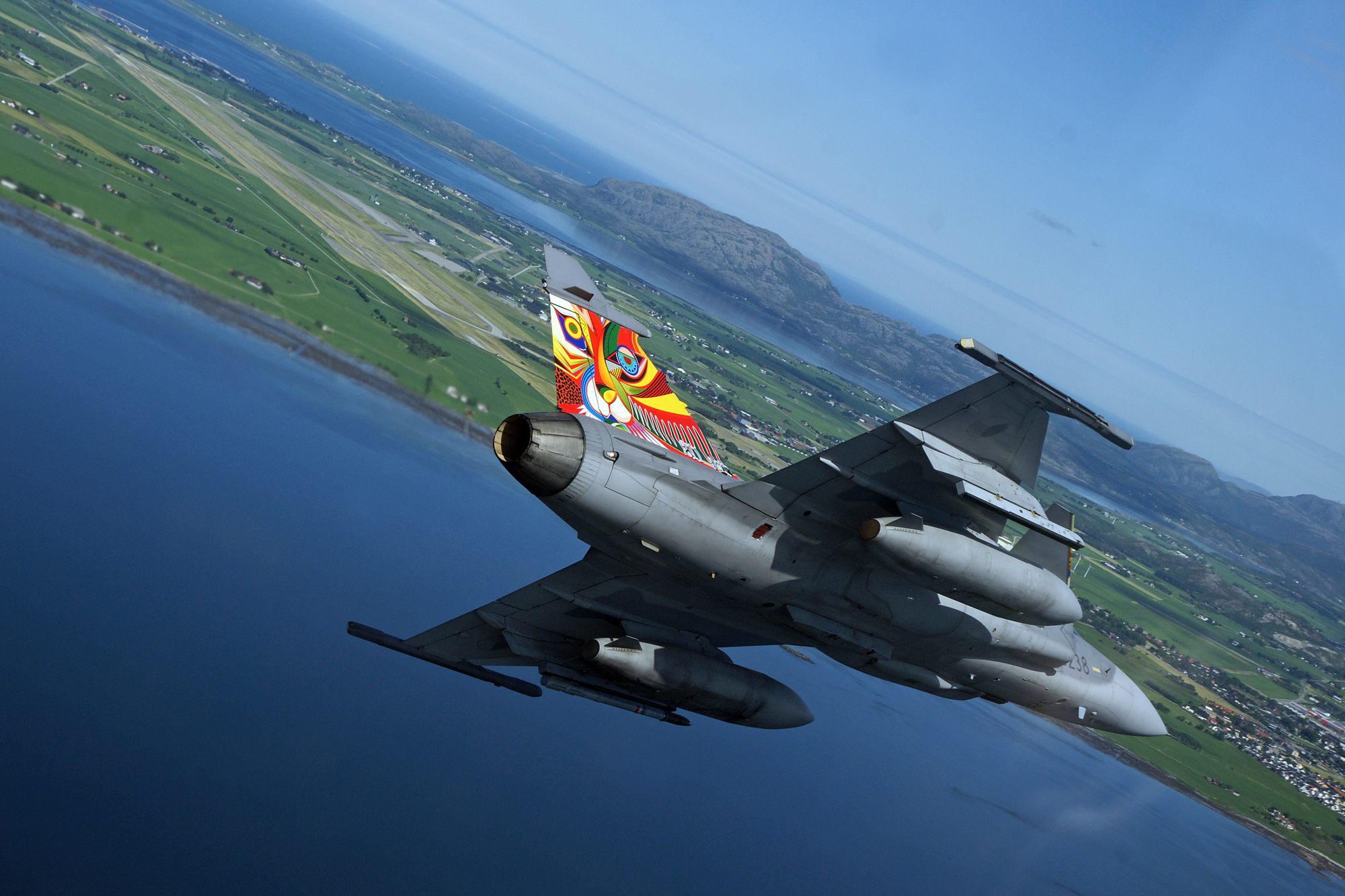
Чеський JAS 39 з двома ППБ

- Гарматне озброєння: 1 × 27 мм гармата Mauser BK-27[en] із боєкомплектом 120 снарядів (тільки в одномісній версії літака)
- Точок підвіски: 8 (дві підфюзеляжні та по три під кожною консоллю  крила)
- Бойове навантаження: 5 300 кг
- Ракети:
  - Ракети класу «повітря — повітря»:
    - 6 × AIM-9 Sidewinder або IRIS-T
    - 4 × AIM-120 AMRAAM або MICA
    - 4 × «Метеор»[173]

  - Ракети класу «повітря — поверхня»:
    - 4 × AGM-65 Maverick
    - 2 × KEPD 350
    - 2 × RBS-15F
- Авіаційні бомби:
  - 4 × GBU-12 Paveway II
  - 2 × Bk.90[en]
  - 8 × Mk 82
  - 16 × GBU-39 Small Diameter Bomb[174]

## Порівняння з аналогами
| Літак                                                  | Dassault Rafale                             | Eurofighter Typhoon                                                              | F-16IN «Super Viper» | F/A-18E/F Super Hornet           | JAS 39 NG                                    | МіГ-35                   |
| ------------------------------------------------------ | ------------------------------------------- | -------------------------------------------------------------------------------- | -------------------- | -------------------------------- | -------------------------------------------- | ------------------------ |
| Країна-розробник                                       | Франція                                     | Німеччина Італія Іспанія Велика Британія                                         | США                  | США                              | Швеція                                       | Росія                    |
| Виробник                                               | Dassault Aviation                           | Eurofighter GmbH                                                                 | Lockheed Martin      | Boeing Defense, Space & Security | Saab Group                                   | РСК «МіГ»                |
| довжина                                                | 15.27 м                                     | 15.96 м                                                                          | 15.03 м              | 18.31 м                          | 14.1 м                                       | 17.3 м                   |
| Розмах крил                                            | 10.80 м                                     | 10.95 м                                                                          | 10.0 м               | 13.62 м                          | 8.4 м                                        | 12 м                     |
| Висота                                                 | 5.34 м                                      | 5.28 м                                                                           | 5.09 м               | 4.88 м                           | 4.5 м                                        | 4.7 м                    |
| Площа крила                                            | 45.7 м²                                     | 50.0 м²                                                                          | 27.9 м²              | 46.5 м²                          | 30.0 м²                                      | 38.0 м²                  |
| Маса порожнього                                        | 9,500 кг                                    | 11,000 кг                                                                        | 9,979 кг             | 14,552 кг                        | 7,100 кг                                     | 11,000 кг                |
| Максимальне бойове навантаження                        | 9,500 кг                                    | 7,500 кг                                                                         | 7,800 кг             | 8,050 кг                         | 5,300 кг                                     | 6,500 кг                 |
| Максимальна злітна вага                                | 24,500 кг                                   | 23,500 кг                                                                        | 21,800 кг            | 29,937 кг                        | 14,300 кг                                    | 29,000 кг                |
| Силова установка                                       | 2× SNECMA M88-2                             | 2× Eurojet EJ200                                                                 | 1× GE F110-132       | 2× GE F414-400                   | 1× GE F414G                                  | 2× Клімов РД-33MK        |
| Тяга • Максимальна тяга                                | 50 кН кожен (5100 кгс)                      | 60 кН кожен (6120 кгс)                                                           | 84 кН (8570 кгс)     | 62.3 кН кожен (6360 кгс)         | 62.3 кН (6360 кгс)                           | 53 кН кожен (5410 кгс)   |
| • Тяга на форсажі:                                     | 75 кН кожен (7650 кгс)                      | 90 кН кожен (9180 кгс)                                                           | 144 кН (14690 кгс)   | 98 кН кожен (10000 кгс)          | 98 кН (10000 кгс)                            | 88.3 кН кожен (9010;кгс) |
| Паливо • Внутрішнє • Зовнішнє                          | 4,700 кг 7,500 кг                           | 4,996 кг                                                                         | 3,265 кг 5,880 кг    | F/A-18E: 6,780 кг 7,381 кг       | 3,360 кг 3,800 кг                            | 4,800 кг 4,200 кг        |
| Точки підвіски                                         | 14 (5 «вологих»)                            | 13 (3 «вологі»)                                                                  | 11 (3 «вологі»)      | 11 (5 «вологих»)                 | 10 (4 «вологих»)                             | 9 (5 «вологих»)          |
| Максимальна швидкість                                  | 1.8+ Маха (Надзвукова крейсерська: 1+ Маха) | 2.0+ Маха (Надзвукова крейсерська: 1.2 Маха)                                     | 2.05 Маха            | 1.8 Маха                         | 2.0+ Маха (Надзвукова крейсерська: Mach 1.2) | 2.25 Маха                |
| Дальність польоту (з ППБ, без дозаправлення у повітрі) | 3,700+ км                                   | 3,790 км                                                                         | 4,220 км             | 3,054 км                         | 3,200 км                                     | 3,100 км                 |
| Бойовий радіус                                         | 1,800 км                                    | 1,390 км                                                                         | 1500+ км             | 722 км                           | 1300 км                                      | 1000 км                  |
| Практична стеля                                        | 17,000 м                                    | 19,812 м                                                                         | 18,000 м             | 15,000 м                         | 15,240 м                                     | 17,500 м                 |
| Швидкість підйому                                      | 305 м/с                                     | 315 м/с                                                                          | 254 м/с              | 228 м/с                          | Н/Д                                          | 330 м/с                  |
| Тягооснащеність                                        | 1.13                                        | 1.18                                                                             | 1.1                  | 0.93                             | 1.18                                         | 1.1                      |
| Керування вектором тяги                                | Немає                                       | Відсутній в базовій версії, але може бути встановлений у результаті модернізації | Немає                | Немає                            | Немає                                        | Так                      |
| Необхідна довжина ЗПС                                  | 400 м                                       | 700 м                                                                            |                      |                                  |                                              |                          |
| Вартість літака                                        | ~US $84.48 млн €64 млн                      | ~US $108 млн €80 млн                                                             | US $50 млн           | US $55 млн                       | US $48 млн                                   | US $38.5 млн             |